# Liste von Söhnen und Töchtern der Stadt Kiew
Die folgende Liste enthält in Kiew geborene Persönlichkeiten, chronologisch aufgelistet nach dem Geburtsjahr. Die Liste erhebt keinen Anspruch auf Vollständigkeit.
| Inhaltsverzeichnis |
| In Kiew geborene Persönlichkeiten: Vor dem 20. Jahrhundert Bis 1850 • 1851 bis 1880 • 1881 bis 1890 • 1891 bis 1900 • 20. Jahrhundert 1901 bis 1910 • 1911 bis 1920 • 1921 bis 1930 • 1931 bis 1940 • 1941 bis 1950 • 1951 bis 1960 • 1961 bis 1970 • 1971 bis 1980 • 1981 bis 1990 • 1991 bis 2000 • 21. Jahrhundert 2001 bis 2010 • |
| Persönlichkeiten mit Bezug zu Kiew |

## In Kiew geborene Persönlichkeiten

### Vor dem 20. Jahrhundert

#### Bis 1850

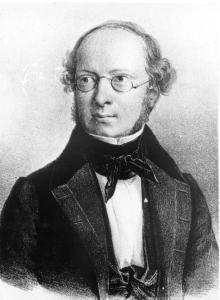
Alexander von Bunge

- Anna von Kiew (1024–1032), Königin von Frankreich
- Dobrodeja von Kiew (1108–1131), Kiewer Prinzessin
- Theophan Prokopowitsch (1681–1736), Erzbischof von Nowgorod und Vizepräsident des Heiligen Synod
- Dmitri Lewizki (1735–1822), russischer Maler
- Nikolai Putjatin (1749–1830), Philosoph
- Karl von Lieven (1767–1844), russischer General und Bildungsminister
- Artem Wedel (1770–1808), ukrainischer Komponist und Sänger
- Christoph von Lieven (1774–1839), General der russischen Armee und Diplomat
- Johann von Lieven (1775–1848), russischer Generalleutnant
- Nadeschda Durowa (1783–1866), russische Kavalleristin und Autorin
- Pjotr Turtschaninow (1799–1856), russischer Komponist
- Friedrich Georg von Bunge (1802–1897), Rechtshistoriker
- Alexander Sutgof (1802–1872), Dekabrist
- Alexander von Bunge (1803–1890), deutsch-russischer Botaniker, Reisender und Arzt
- Nikolai Sakrewski (1805–1871), russisch-ukrainischer Historiker, Volkskundler und Lexikograph
- Mykola Iwanyschew (1811–1874), Jurist, Rechtshistoriker und Universitätsrektor
- Andrei Krassowski (1822–1868), Offizier und Revolutionär
- Pjotr Wannowski (1822–1904), russischer General und Staatsmann
- Kallynyk Mitjukow (1823–1885), Professor für römisches Recht und Universitätsrektor
- Gustav Eismann (1824–1884), Hochschullehrer und Bürgermeister von Kiew
- James Baruch Crighton-Ginsburg (1826–1898), anglikanischer Missionar in der britischen Judenmission
- Nikolai Pilar von Pilchau (1831–1886), russischer General
- Wolodymyr Ikonnykow (1841–1923), ukrainischer Historiker und Professor
- Wolodymyr Orlowskyj (1842–1914), ukrainischer Landschaftsmaler
- Andrew J. Weinstein (1850–1915), britischer anglikanischer Priester, Kaplan und Missionar

#### 1851 bis 1880

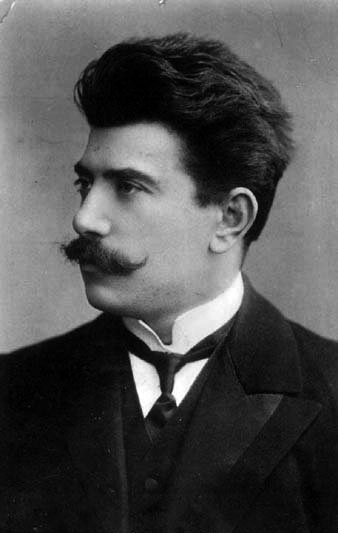
Reinhold Glière

- Dmitri Sipjagin (1853–1902), russischer Politiker
- Alexander Turtschewitsch (1855–1910), Architekt
- Iwan Selesnjow (1856–1936), Maler und Hochschullehrer
- Sergei Winogradski (1856–1953), russischer Mikrobiologe und Pflanzenphysiologe
- Dmytro Bahalij (1857–1932), Historiker, Universitätsrektor und Bürgermeister
- Serhij Switoslawskyj (1857–1931), Landschaftsmaler
- Nikolai Bubnow (1858–nach 1939), Mathematikhistoriker
- Kostjantyn Kryschyzkyj (1858–1911), Landschaftsmaler
- Anna Tschertkowa (1859–1927), russische Schriftstellerin
- Valerian von Schoeffer (1862–1900), russischer Althistoriker
- Wladimir Kistjakowski (1865–1952), russischer Chemiker
- Leo Schestow (1866–1938), russischer Philosoph
- Iwan Kryschanowski (1867–1924), russischer Komponist
- Fedir Anders (1868–1926), ukrainischer Luftschiffbauer
- Robert Klassohn (1868–1926), russischer Elektroingenieur
- Anton Rschepezkyj (1868–1932), ukrainischer Finanzminister
- Ljudmyla Staryzka-Tschernjachiwska (1868–1941), ukrainische Autorin, Übersetzerin und Kritikerin
- Alexander Trepow (1868–1928), russischer Ministerpräsident (1916–1917)
- Angelica Balabanova (1869–1965), Politikerin und Publizistin
- Stepan Abbakumow (1870–1919), ukrainischer Dirigent, Komponist und Musikpädagoge
- Wassili Grinewezki (1871–1919), russischer Maschinenbauingenieur und Hochschullehrer
- Mykola Krassowskyj (1871–nach 1927), ukrainischer Chefermittler der Kiewer Polizeibehörde
- Al. Altajew (1872–1959), russische bzw. sowjetische Schriftstellerin
- Jewsej Jakowlewitsch Gindes (1872–1954), aserbaidschanischer Minister und Kinderarzt
- Fanny Lowtzky (1873–1965), israelische Psychoanalytikerin
- Wladimir Mollow (1873–1935), bulgarischer Politiker
- Jakob Koganowsky (1874–1926), österreichischer Maler
- Jewgeni Tarle (1874–1955), sowjetischer Historiker und Wissenschaftler
- Reinhold Glière (1875–1956), russischer Komponist
- Iwan Hermann (1875–1933), russischer Architekt
- Wassili Jan (1875–1954), russischer Schriftsteller
- Jewgeni Kobylinski (1875–1927), russischer Offizier
- Tatjana Ehrenfest-Afanassjewa (1876–1964), russisch-niederländische Physikerin und Mathematikerin
- Ihor Kistjakiwskyj (1876–1940), Rechtsanwalt und Innenminister des ukrainischen Staates
- Dmytro Antonowytsch (1877–1945), ukrainischer Kunsthistoriker und Politiker
- Arnold Margolin (1877–1956), russisch-ukrainischer Jurist, Diplomat und Anwalt
- Maximilian Woloschin (1877–1932), Dichter, Landschaftsmaler und Publizist
- Alexander Fiedemann (1878–1940), Violinvirtuose und Musikpädagoge
- Kasimir Malewitsch (1878–1935), Maler
- Iossif Kulischer (1878–1933), russisch-sowjetischer Wirtschaftswissenschaftler
- Leonid Nikolajew (1878–1942), Pianist, Komponist und Musikpädagoge
- Wassili Witaljewitsch Schulgin (1878–1976), russischer Politiker, Publizist und Schriftsteller
- Leonid Berkut (1879–1940), Historiker und Hochschullehrer
- Lew Karpow (1879–1921), ukrainisch-russischer Chemiker und Revolutionär
- Vladimir Pravdich-Neminsky (1879–1952), Physiologe
- Gustav Speth (1879–1937), russischer Philosoph, Psychologe und Übersetzer
- Alexander Goldenweiser (1880–1940), US-amerikanischer Anthropologe und Soziologe

#### 1881 bis 1890

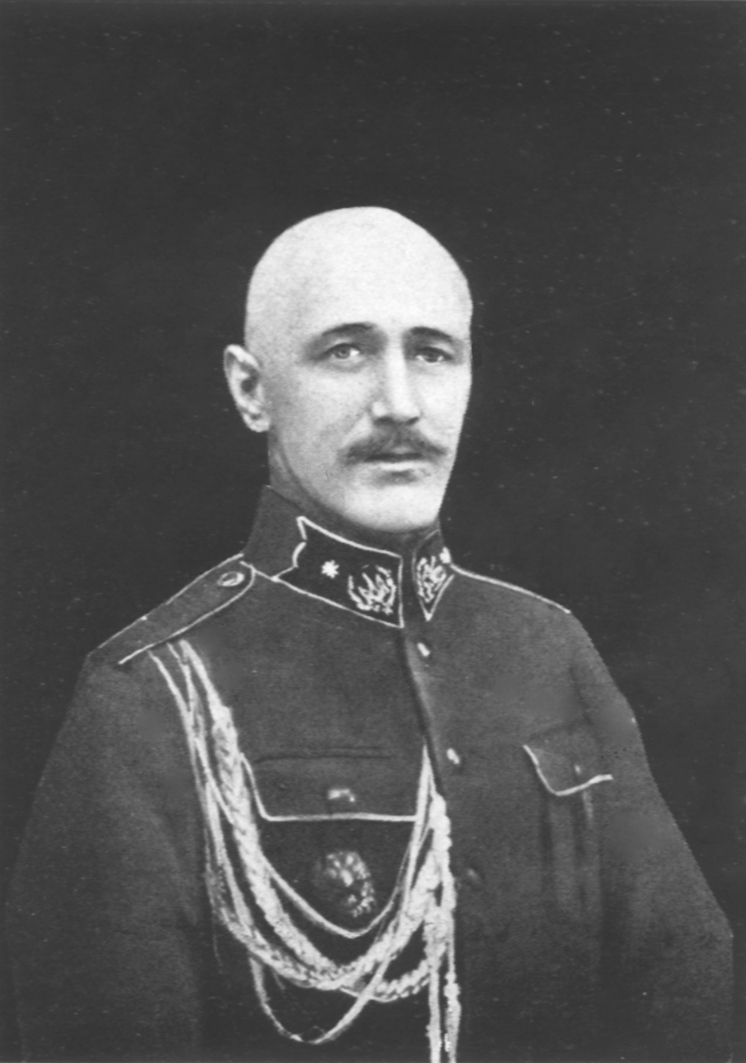
Wsewolod Petriw

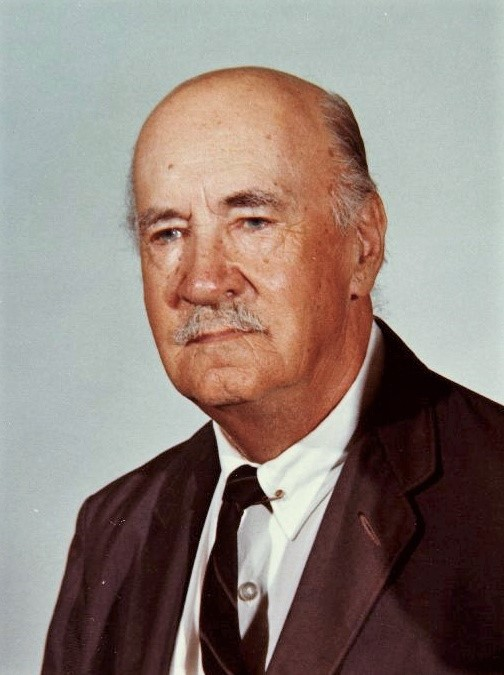
Igor Sikorski

- Oleksandr Bohomolez (1881–1946), Wissenschaftler und Mediziner
- Sergei Kamenew (1881–1936), russischer und sowjetischer Offizier; Oberkommandierender der Roten Armee im Russischen Bürgerkrieg
- Eugene M. Kulischer (1881–1956), russisch-US-amerikanischer Soziologe
- Wjatscheslaw Prokopowytsch (1881–1942), Politiker, Publizist und Historiker
- Dmitri Grigorowitsch (1883–1938), sowjetischer Flugzeugkonstrukteur
- Maria Hrebinetska (1883–1972), ukrainisch-amerikanische Opernsängerin und Musikpädagogin
- Wsewolod Petriw (1883–1948), ukrainischer Militärführer und Politiker
- Gregor Schwartz-Bostunitsch (1883–?), deutsch-ukrainischer Autor, SS-Standartenführer und völkischer Esoteriker
- Pawel Blonski (1884–1941), sowjetischer Psychologe
- Iwan Schmalhausen (1884–1963), russischer Zoologe und Evolutionsbiologe
- Nikolai Bunge (1885–1921), Chemiker und Hochschullehrer
- Heorhij Pantelejmonow (1885–1934), Sportschütze
- Manuel Saitzew (1885–1951), Ordinarius für Nationalökonomie
- Mark Aldanow (1886–1957), russischer Schriftsteller
- Rudolf Plank (1886–1973), deutscher Ingenieur, Kälteforscher und Universitätsrektor
- Michail Tereschtschenko (1886–1956), russischer Politiker, Großgrundbesitzer und Zuckerfabrikant
- Alexander Archipenko (1887–1964), US-amerikanischer Bildhauer
- Dmitri Bogrow (1887–1911), Mörder des zaristischen Premierministers Pjotr Arkadjewitsch Stolypin
- Sigismund Krschischanowski (1887–1950), russischer und sowjetischer Schriftsteller polnischer Herkunft
- Isaak Lewin (1887–1945), Wirtschaftswissenschaftler
- Mykola Melnyzkyj (1887–1965), Sportschütze
- Gregor Rabinowitsch (1887–1953), Filmproduzent
- Mychajlo Skorulskyj (1887–1950), Komponist, Pianist, Dirigent und Hochschullehrer
- Fjodor Tereschtschenko (1888–1950), russisch-französischer Luftfahrtpionier
- Iossif Tschaikow (1888–1979), ukrainisch-sowjetischer Bildhauer und Hochschullehrer
- Nikolai Anziferow (1889–1958), russischer Historiker, Schriftsteller und Heimatforscher
- Willy Faktorovitch (1889–1960), russisch-französischer Kameramann
- Vaslav Nijinsky (1889–1950), polnischstämmiger, russischer Balletttänzer und Choreograf
- Michail Salkind (1889–1974), russisch-ukrainisch-stämmiger Filmproduzent
- Jewgeni Schmidt-Otschakowski (1889–1951), russischer Offizier
- Igor Sikorski (1889–1972), russischer und US-amerikanischer Luftfahrtpionier
- Alexander Wertinski (1889–1957), sowjetischer Künstler, Sänger, Kabarettist und Filmschauspieler
- Juri Fajer (1890–1971), russischer Ballett-Dirigent
- Georgi Pjatakow (1890–1937), russischer Revolutionär und sowjetischer Staatsmann
- Gregory Zilboorg (1890–1959), Psychiater und Historiker der Psychiatrie

#### 1891 bis 1900

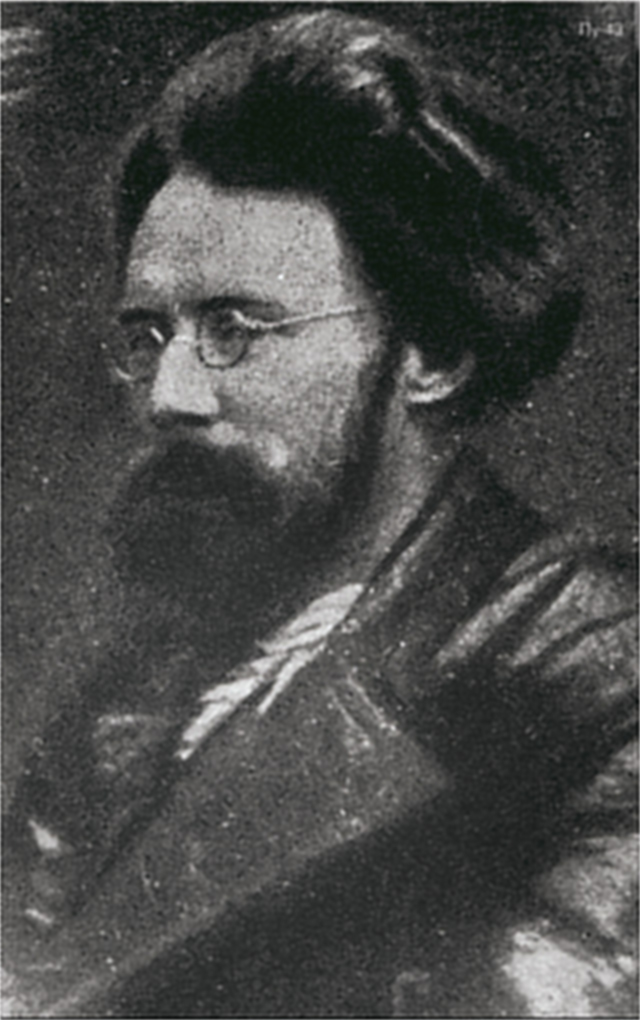
Georgi Pjatakow

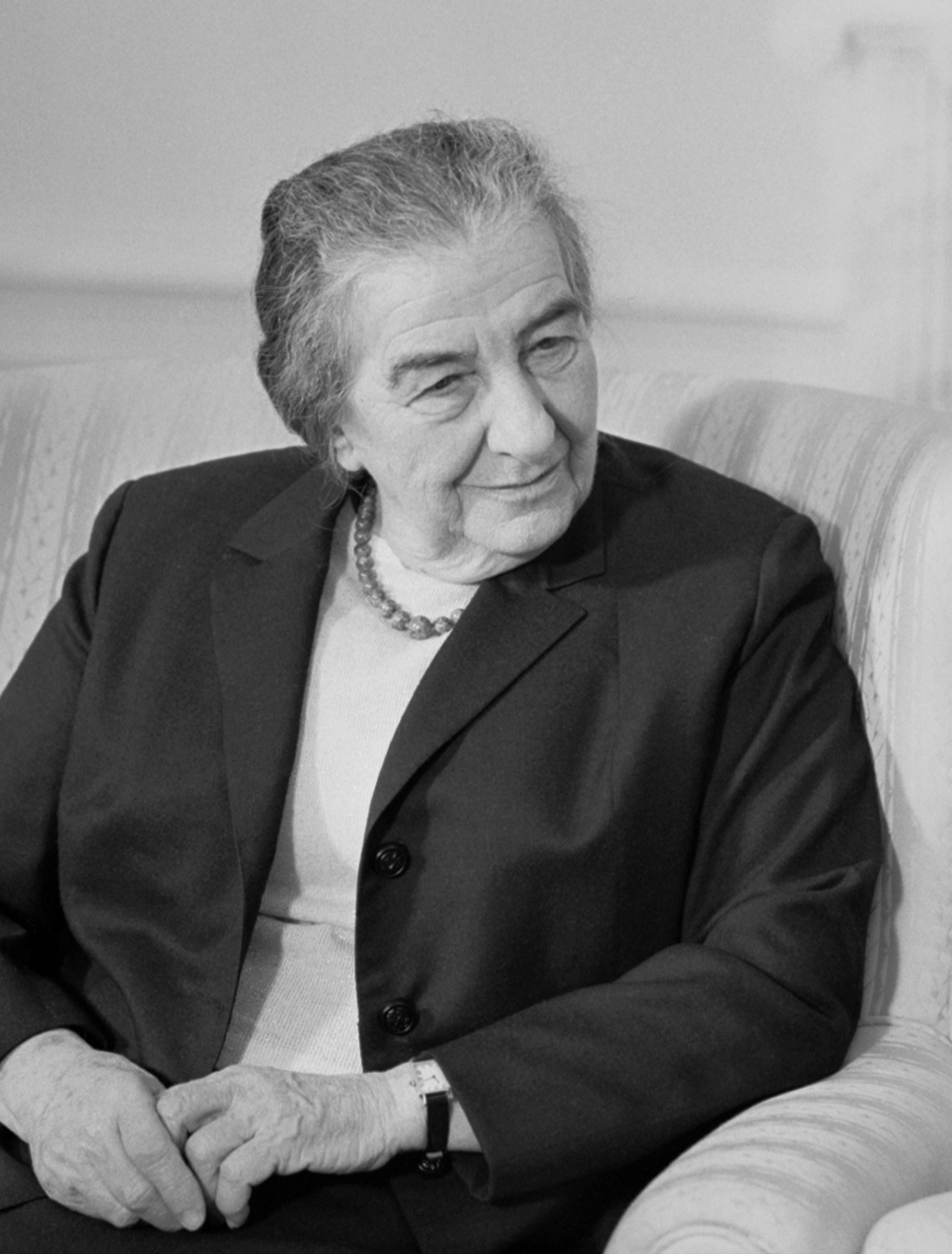
Golda Meir

- Michail Bulgakow (1891–1940), sowjetischer Schriftsteller
- Ilja Ehrenburg (1891–1967), russischer Schriftsteller und Journalist
- Marija Schulga-Nesterenko (1891–1964), Geologin, Paläontologin und Hochschullehrerin
- Grunja Sucharewa (1891–1981), Ärztin für Psychiatrie
- Viktor Tourjansky (1891–1976), Filmregisseur
- Viktor Abel (1892–Jahresende 1941), deutscher Filmfachmann, Dramaturg und Drehbuchautor beim Stummfilm
- Fedir Bohatyrtschuk (1892–1984), ukrainisch-kanadischer Schachspieler
- Alexander Ostrowski (1893–1986), Mathematiker
- Walentin Asmus (1894–1975), russischer Philosoph, Logiker und Logikhistoriker
- Michel Michelet (1894–1995), Filmkomponist
- Efim Schachmeister (1894–1944), Geiger und Tanzkapellenleiter
- Naum Slutzky (1894–1965), Goldschmied und Lehrer für Industriedesign
- Chrystyna Suschko (1894–1967), Medizinerin und Offizierin
- Josef Kowner (1895–1967), russisch-schwedischer Karikaturist und Maler
- Natalja Nagorskaja (1895–1983), Künstlerin, Ethnographin und Forschungsreisende
- Tamara Ramsay (1895–1985), deutsche Kinder- und Jugendbuchautorin
- Boris Souvarine (1895–1984), französischer politischer Aktivist und Schriftsteller
- Alexander Brailowsky (1896–1976), russischer Pianist
- Nadija Surowzowa (1896–1985), Schriftstellerin, Journalistin, Historikerin, Philosophin und Übersetzerin
- Leonila Sahlada (1896–1938), Ethnographin
- Dajos Béla (1897–1978), russischer Geiger und Tanzkapellenleiter
- Xenia Desni (1897–1962), Stummfilmschauspielerin
- Waleri Gliwenko (1897–1940), russischer Mathematiker und Logiker
- Samuel Noah Kramer (1897–1990), US-amerikanischer Sumerologe
- Klawdija Latyschewa (1897–1956), sowjetische Mathematikerin und Hochschullehrerin
- George Perlman (1897–2000), US-amerikanischer Geiger, Komponist und Musikpädagoge
- Arnold Alschwang (1898–1960), Pianist, Komponist, Musikwissenschaftler und Musikpädagoge
- Edward Gottlieb (1898–1979), einer der Gründungsväter der BAA, der Vorgänger-Liga der NBA
- Jascha Horenstein (1898–1973), Dirigent
- Michail Kolzow (1898–1940 oder '42), sowjetischer Feuilletonist und Journalist
- Jacob Marschak (1898–1977), US-amerikanischer Ökonom
- Golda Meir (1898–1978), israelische Außenministerin und Ministerpräsidentin
- Abraham Mintchine (1898–1931), ukrainischer Maler
- Nina Selenskaja (1898–1986), sowjetische Bildhauerin und Hochschullehrerin
- Alla Tarassowa (1898–1973), russische Theater- und Filmschauspielerin und Theaterpädagogin
- Olena Wissjulina (1898–1972), ukrainisch-sowjetische Botanikerin
- Boris Aronsson (1899–1980), ukrainisch-russisch-US-amerikanischer Künstler und Bühnenbildner
- Louise Nevelson (1899–1988), US-amerikanische Bildhauerin und Malerin
- Oleksandr Ohloblyn (1899–1992), Kollaborateur, Aktivist und Historiker
- Dmitri Pokrass (1899–1978), sowjetischer Musiker und Komponist
- Boris Jefimow (1900–2008), russischer Karikaturist
- George Kistiakowsky (1900–1982), russisch-US-amerikanischer Chemiker
- Vera Malinowskaja (1900–1988), sowjetische Schauspielerin
- Alexander Mossolow (1900–1973), russischer Komponist
- Weronika Tschernjachiwska (1900–1938), ukrainische Dichterin und Übersetzerin

### 20. Jahrhundert

#### 1901 bis 1910

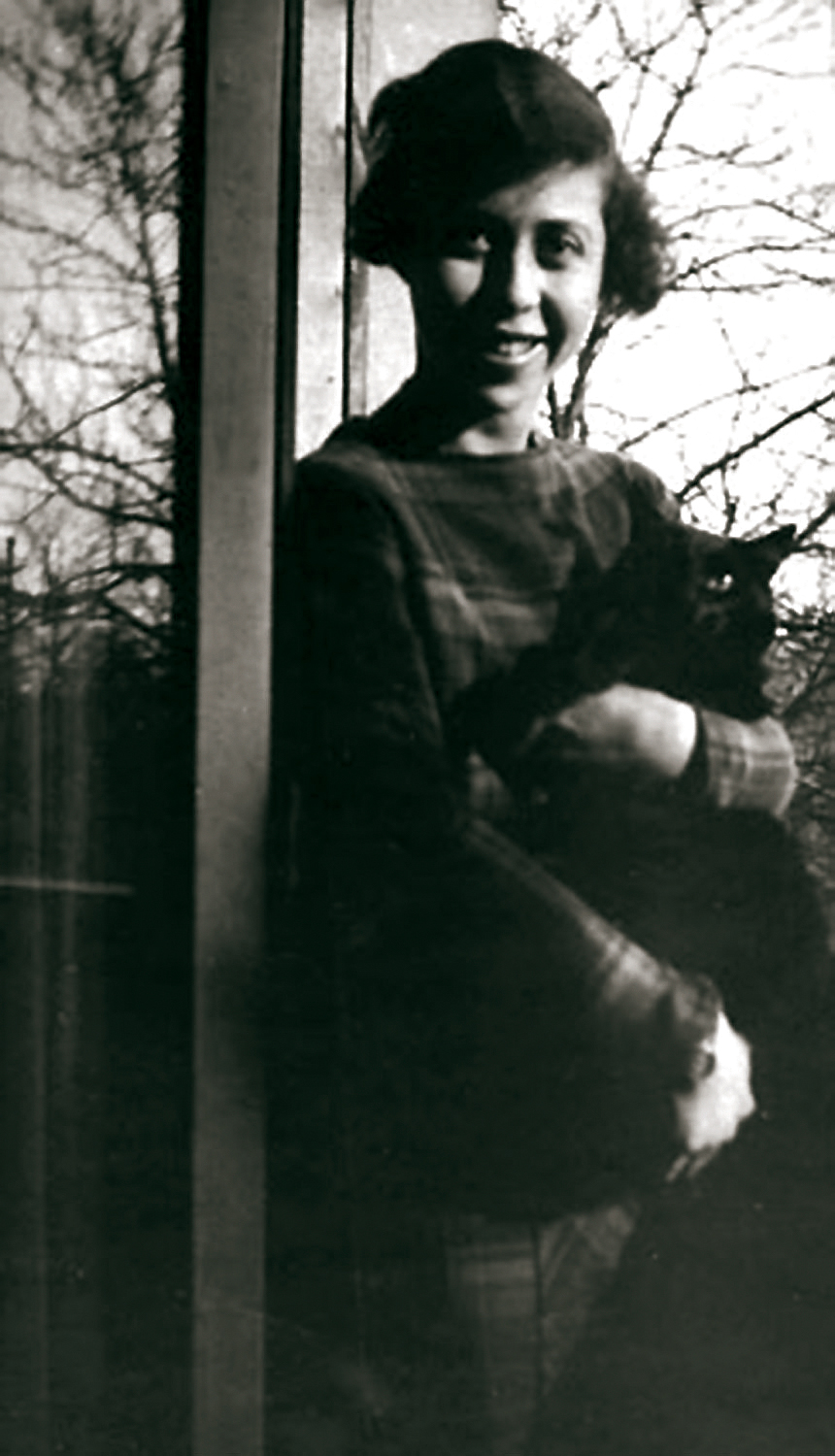
Irène Némirovsky

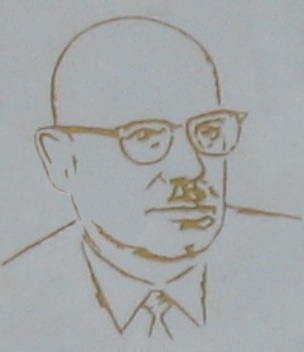
Mark Grigorjewitsch Krein

- Margarete Blank (1901–1945), deutsche Ärztin
- Semjon Ginsburg (1901–1978), russischer Musikwissenschaftler
- Kid Kaplan (1901–1970), US-amerikanischer Boxweltmeister im Federgewicht
- Sergius Sax (1901–nach 1940), Schauspieler, Theaterleiter, Conferencier, Regisseur, Dramaturg, Sänger, Rezitator und Hörspielsprecher
- Marian Wodziański (1901–1983), polnischer Ruderer
- Isaak Berkowitsch (1902–1972), Komponist
- Marija Junak (1902–1977), Künstlerin
- Anatole Litvak (1902–1974), Filmemacher
- Iwan Nikittschenko (1902–1958), sowjetischer Szenenbildner
- Pawel Pawlenko (1902–1993), sowjetischer Schauspieler
- Marya Zaturenska (1902–1982), US-amerikanische Schriftstellerin
- Oleksandr Bojtschenko (1903–1950), Schriftsteller und Politiker
- Benny Bass (1903–1975), US-amerikanischer Boxweltmeister im Federgewicht
- Alexander Batschelis (1903–1968), sowjetischer Brückenbau-Ingenieur
- Wiktor Brégy (1903–1976), polnischer Sänger, Opernregisseur und Musikpädagoge
- Alexander Kelberine (1903–1940), russisch-US-amerikanischer Pianist
- Wadim Laschkarjow (1903–1974), ukrainischer Halbleiter-Physiker
- Jessie Marmorston (1903–1980), russisch-amerikanische Medizinerin und Hochschullehrerin
- Irène Némirovsky (1903–1942), französische Schriftstellerin
- Wera Strojewa (1903–1991), sowjetische Filmregisseurin und Drehbuchautorin
- Werner Studentkowski (1903–1951), deutscher Politiker
- Tamara Adelgeim (1904–1979), Schauspielerin
- Josef Berne, eigentlich Josef Berstein (1904–1964), Filmregisseur in den USA
- Betti Glan (1904–1992), Kulturpolitikerin
- Sergei Lifar (1904–1986), russisch-französischer Tänzer und Choreograf
- Mieczysław Popiel (1904–1992), Politiker
- Chaim Schirmann (1904–1981), israelischer Gelehrter
- Andrei Stutschenko (1904–1972), sowjetischer Offizier
- Hlib Taranow (1904–1989), Komponist und Hochschullehrer
- Anna Artobolewskaja (1905–1988), Pianistin und Hochschullehrerin
- Boris Balinsky (1905–1997), ukrainischer und südafrikanischer Biologe, Embryologe und Entomologe
- Grigori Kosinzew (1905–1973), sowjetischer Regisseur und Drehbuchautor
- Shaul Lewin (1905–1986), israelischer Pädagoge, Bildungspolitiker und Diplomat
- Abram Lufer (1905–1948), ukrainischer Pianist
- Galina Serebrjakowa (1905–1980), sowjetische Schriftstellerin
- Anatolij Baranowskyj (1906–1988), sowjetisch-ukrainischer Diplomat und Politiker
- Ljubow Dobrschanskaja (1906–1980), russisch-ukrainische Theater- und Kinoschauspielerin
- Igor Moissejew (1906–2007), russischer Balletttänzer und Choreograf
- Genia Rubin (1906–2001), Mode- und Porträtfotograf und Maler
- Andrzej Sołtan-Pereświat (1906–1939), polnischer Ruderer
- Valerij Tarsis (1906–1983), sowjetischer Schriftsteller, Übersetzer und Systemkritiker
- Robert Diament (1907–1987), sowjetischer Fotograf
- Anatoli Fistulari (1907–1995), Dirigent
- Jan Grudziński (1907–1940), polnischer Marineoffizier im Zweiten Weltkrieg
- Mark Krein (1907–1989), sowjetischer Mathematiker
- Constantin Regamey (1907–1982), Schweizer Indologe und Sprachwissenschaftler sowie Komponist
- Charlie Spivak (1907–1982), US-amerikanischer Bigband-Leader und Trompeter
- Serge Zenkowski (1907–1990), russischer Historiker
- Aleksander Ford (1908–1980), polnischer Filmregisseur
- Michel Kelber (1908–1996), Kameramann
- Nikolai Nossow (1908–1976), russischer Kinderbuchautor und Regisseur
- Jekaterina Radkewitsch (1908–1994), sowjetische bzw. russische Geologin
- Anna Sten (1908–1993), russische Schauspielerin
- Wiktor Korezki (1909–1998), russisch-sowjetischer Grafiker
- Gleb Losino-Losinski (1909–2001), russischer Raumfahrtingenieur
- Ādolfs Skulte (1909–2000), lettischer Komponist
- Natalja Spiller (1909–1995), sowjetisch-russische Sopran-Opernsängerin und Hochschullehrerin
- Ruth Klüger-Aliav (1910–1980), ukrainisch-israelische Zionistin und Agentin
- Konstantin Michailow (1910–1994), sowjetischer Schauspieler, Schauspiellehrer und Synchronsprecher
- Abraham N. Poliak (1910–1970), Professor für mittelalterliche Geschichte
- Nicolas Rossolimo (1910–1975), französisch-US-amerikanischer Schachspieler
- Henryk Szamota (1910–2002), polnischer Radrennfahrer

#### 1911 bis 1920

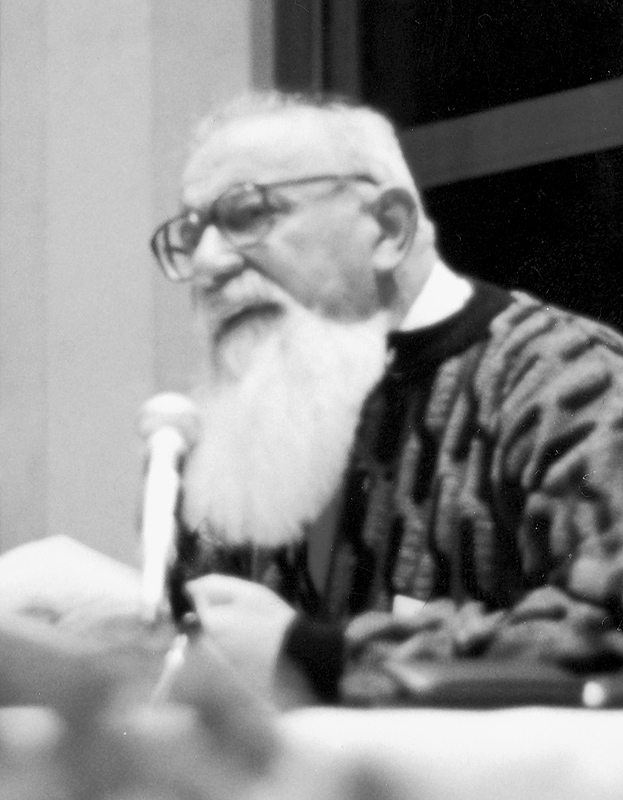
Lew Kopelew

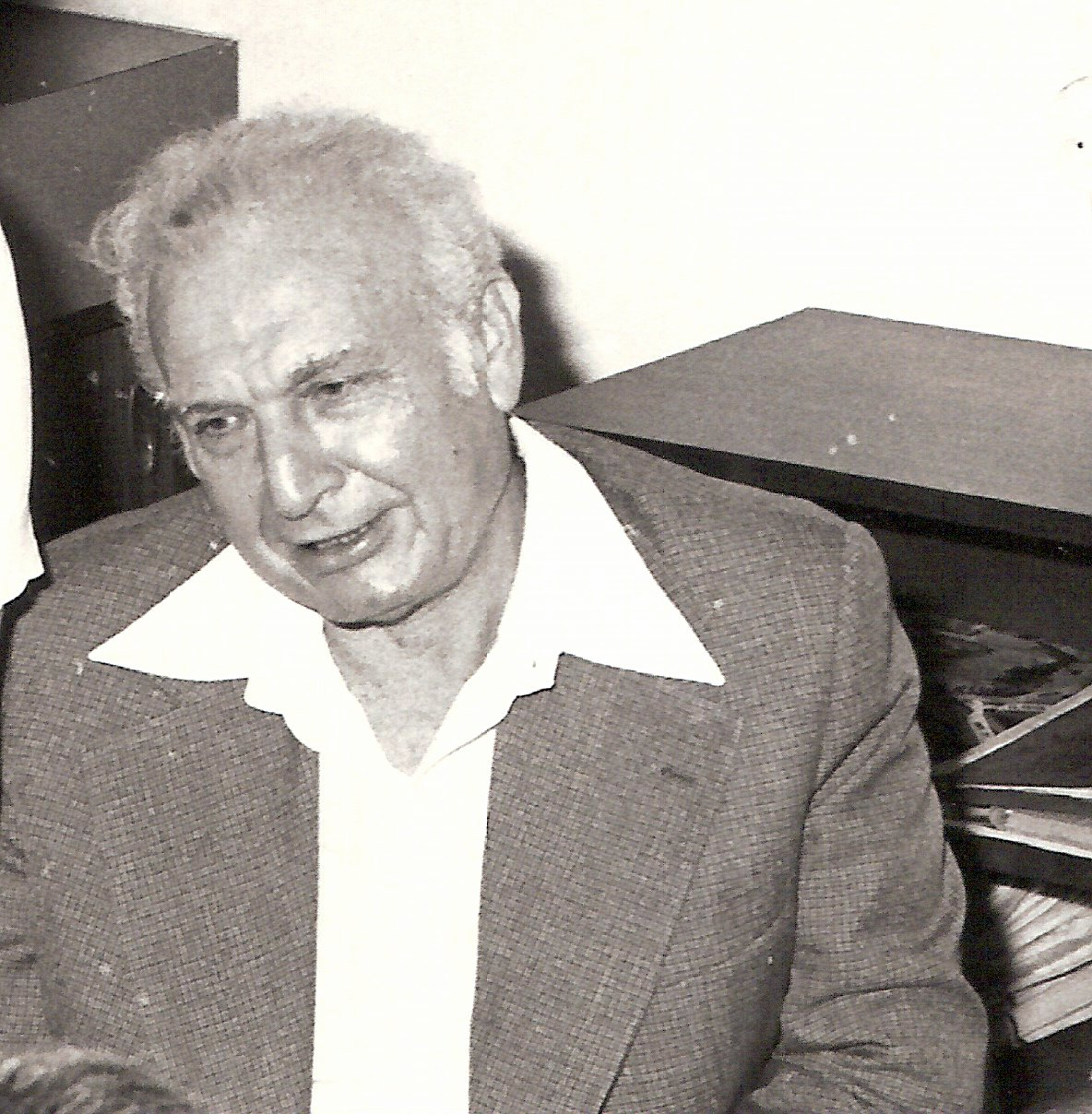
Ephraim Katzir

- Wiktor Nekrassow (1911–1987), sowjetischer Schriftsteller
- Giorgio Scerbanenco (1911–1969), italienischer Schriftsteller und Journalist
- Olga Anstej (1912–1985), russische Schriftstellerin, Lyrikerin und Übersetzerin
- Ina Benita (1912–1984), polnische Schauspielerin
- Lew Kopelew (1912–1997), russischer Germanist und Schriftsteller
- Alexander Liberman (1912–1999), US-amerikanischer Herausgeber, Maler, Bildhauer und Fotograf
- Igor Markevitch (1912–1983), italienischer und französischer Komponist und Dirigent
- Oscar Parland (1912–1997), finnlandschwedischer Schriftsteller, Übersetzer und Psychiater
- Natalija Tschmutina (1912–2005), ukrainisch-sowjetische Architektin
- Ihor Kostezkyj (1913–1983), ukrainischer Schriftsteller, Übersetzer und Verleger
- Natalja Bode (1914–1996), sowjetische Fotografin
- Wadym Homoljaka (1914–1980), Komponist, Musikpädagoge und Schauspieler
- Yakov Malkiel (1914–1998), US-amerikanischer Sprachwissenschaftler
- Lew Oserow (1914–1996), ukrainisch-sowjetischer Schriftsteller und Übersetzer
- Nina Alissowa (1915–1996), sowjetische bzw. russische Theater- und Filmschauspielerin
- Jakow Belopolski (1916–1993), ukrainisch-russischer Architekt
- Ephraim Katzir (1916–2009), israelischer Naturwissenschaftler, Politiker und Staatspräsident Israels
- Olga Lepeschinskaja (1916–2008), russische Primaballerina
- Kirill Tolpygo (1916–1994), ukrainischer Festkörperphysiker und Hochschullehrer
- Juri Assejew (1917–2005), Architekt und Architekturhistoriker
- Maya Deren (1917–1961), US-amerikanische Avantgarde-Regisseurin, Tänzerin und Filmtheoretikerin
- Zuzanna Ginczanka (1917–1944), polnisch-jüdische Lyrikerin
- Solomon Pekar (1917–1985), theoretischer Physiker, Festkörperphysiker und Hochschullehrer
- Tatjana Batschelis (1918–1999), sowjetische bzw. russische Theater- und Filmwissenschaftlerin
- Michail Glusski (1918–2001), Schauspieler
- Awraam Milezki (1918–2004), Architekt
- Borys Paton (1918–2020), ukrainischer Wissenschaftler
- Iossif Schapiro (1918–1999), Physiker
- Tatjana Slatkowskaja (1918–1981), Altertumswissenschaftlerin
- Soja Rylejewa (1919–2013), ukrainisch-russisch-israelische Bildhauerin
- Buzzy Drootin (1920–2000), US-amerikanischer Jazz-Schlagzeuger
- Rosa Tamarkina (1920–1950), Pianistin und Hochschullehrerin

#### 1921 bis 1930

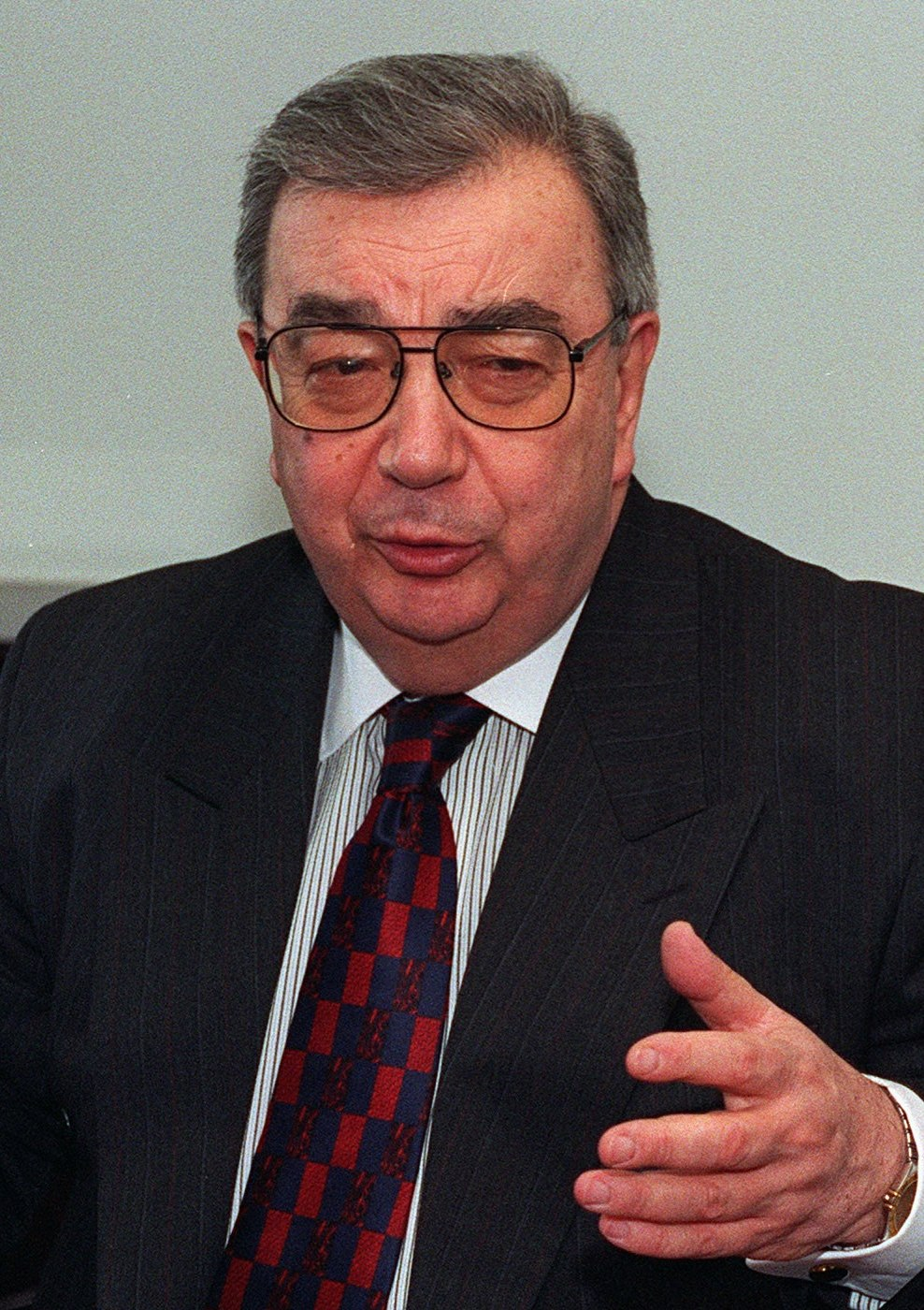
Jewgeni Primakow

- Gregory Grossman (1921–2014), US-amerikanischer Wirtschaftswissenschaftler und emeritierter Professor
- Marcos Moshinsky (1921–2009), mexikanischer theoretischer Physiker
- George Fiala (1922–2017), kanadischer Komponist, Pianist und Organist
- Lidija Herassymtschuk (1922–1958), Primaballerina
- Boris Sichkin (1922–2002), Schauspieler, Tänzer und Choreograph
- Swetlana Geier (1923–2010), Literaturübersetzerin
- Pjotr Ionowitsch Jakir (1923–1982), Historiker, Dissident und Autor
- Mychajlo Kadez (1923–2011), Mathematiker
- Isaak Lipnitzky (1923–1959), Schachmeister und -autor
- Jelena Markowa (1923–2023), russische Kybernetikerin
- Halyna Mesenzewa (1923–1997), Archäologin und Museologin
- Mychajlo Brajtschewskyj (1924–2001), Archäologe, Historiker, Dichter und Maler
- Platon Kostjuk (1924–2010), Neurophysiologe und Politiker
- Margarete Müller-Henning (1924–2015), deutsche Schriftstellerin, Lyrikerin und Dolmetscherin ukrainischer Herkunft
- Max Reiderman (1924–2009), ukrainisch-sowjetischer Mediziner und Publizist
- Nadeschda Samsonowa (1924–2010), Schauspielerin und Synchronsprecherin
- Wladimir Schainski (1925–2017), russischer Komponist
- Georgi Schilin (1925–1997), sowjetischer Ruderer
- Ihor Schamo (1925–1982), Komponist
- Igal Talmi (* 1925), israelischer theoretischer Kernphysiker
- Marija Borowytschenko (1925–1943), ukrainische Sanitäterin
- Heorhij Dsis (1926–2003), Ökonom und Politiker
- Ninel Krutowa (* 1926), sowjetische Wasserspringerin
- Witalij Romanenko (1926–2010), Sportschütze
- Walentyna Schewtschenko (1926–2016), Architektin und Restauratorin
- Fjodor Burlazki (1927–2014), russischer Politologe, Journalist und Publizist
- Heorhij Fuks (1927–2008), Brückenbauingenieur
- Emmanuil Raschba (1927–2025), Festkörperphysiker und Hochschullehrer
- Tatjana Saslawskaja (1927–2013), russische Meinungsforscherin
- Leonid Bronewoi (1928–2017), sowjetischer bzw. russischer Theater- und Filmschauspieler
- Elina Bystrizkaja (1928–2019), sowjetische und russische Schauspielerin
- Olha Parchomenko (1928–2011), Violinistin und Pädagogin
- Michail Kriwoglas (1929–1988), Physiker
- Anatoli Kusnezow (1929–1979), russischer Schriftsteller
- Jewgeni Primakow (1929–2015), russischer Wirtschaftspolitiker und Ministerpräsident
- Anatoli Asirowitsch Goldberg (1930–2008), Mathematiker, Hochschullehrer
- Dmytro Jehorow (* 1930), Hammerwerfer
- Irma Karakis (1930–2022), sowjetisch-ukrainisch-US-amerikanische Architektin und Möbeldesignerin
- Nadija Massjuk (1930–2009), Botanikerin und Hochschullehrerin
- Ljudmyla Schohol (1930–2015), Künstlerin und Hochschullehrerin
- Michail Swetin (1930–2015), sowjetischer Theater- und Filmschauspieler

#### 1931 bis 1940

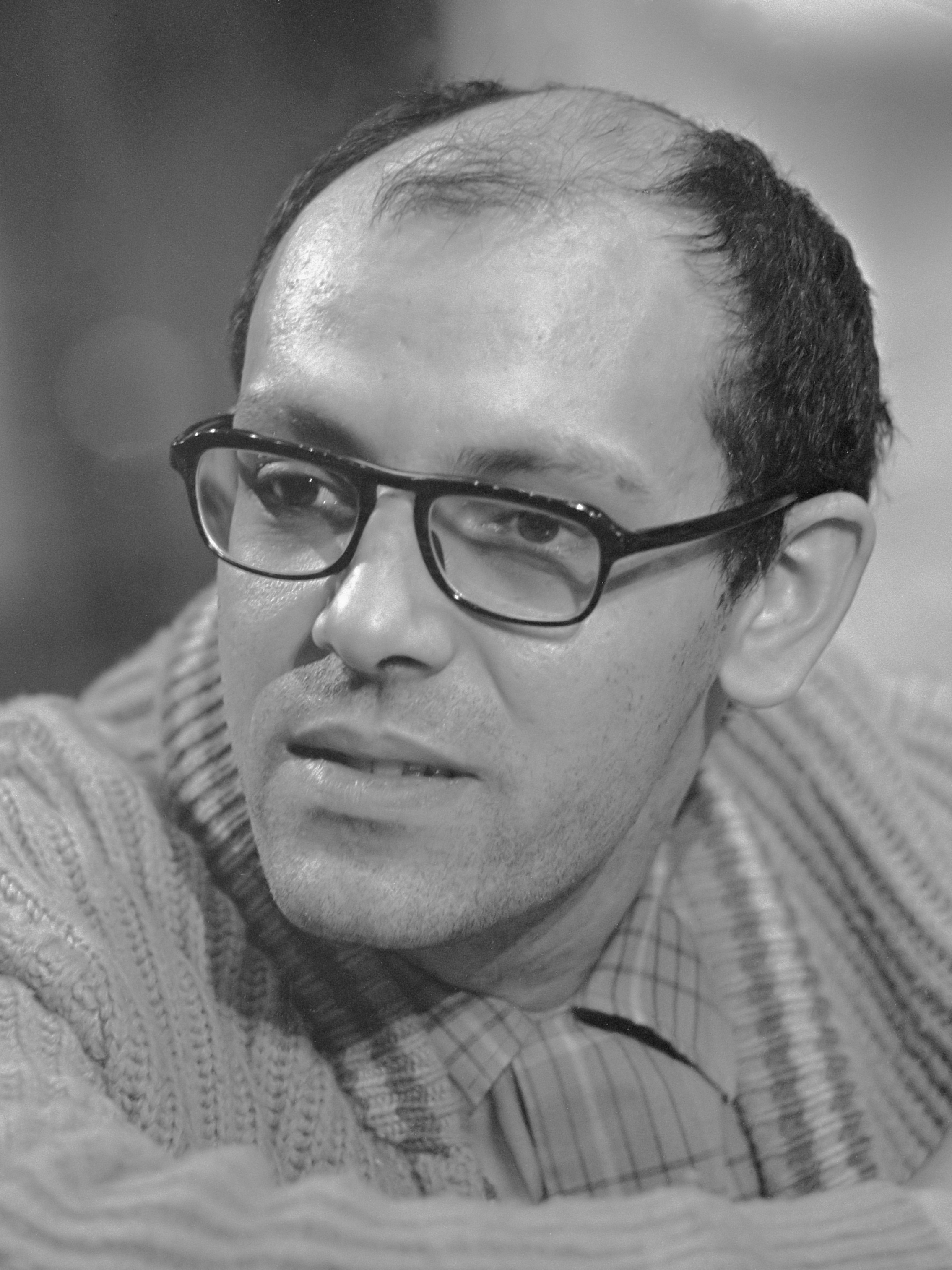
Misha Mengelberg

- Waleri Alexandrowitsch Klimow (1931–2022), russischer Geiger und Geigenlehrer
- Ada Rybatschuk (1931–2010), sowjetisch-ukrainische Malerin, Grafikerin, Bildhauerin, Architektin und Autorin
- Wiktor Scheinis (1931–2023), ukrainisch-russischer Historiker, Wirtschaftswissenschaftler und Politiker
- Friedrich Gorenstein (1932–2002), russischer Schriftsteller und Drehbuchautor
- Elizabeth Kordyum (1932–2024), Astrobiologin und Hochschullehrerin
- Ljudmyla Radtschenko (* 1932), Weitspringerin
- Alexander Borosnjak (1933–2015), Historiker
- Mykola Kolumbet (1933–2012), Radsportler
- Wiktor Pikaisen (1933–2023), russischer Geiger und Musikpädagoge
- Anatoli Adamischin (1934–2025), russischer Diplomat, Politiker und Geschäftsmann
- Wladislaw Illitsch-Switytsch (1934–1966), Linguist
- Wadim Beresinski (1935–1980), sowjetischer Physiker
- Ihor Kowalenko (1935–2019), Mathematiker
- Misha Mengelberg (1935–2017), niederländischer Pianist, Komponist und Bandleader
- Wladlen Trostjanski (1935–2014), sowjetischer Ringer
- Eduard Gufeld (1936–2002), sowjetischer Schachspieler
- Witalij Hodsjazkyj (* 1936), Komponist
- Roman Kofman (* 1936), Dirigent
- Witali Korotitsch (* 1936), ukrainisch-russischer Journalist und Schriftsteller
- Oleksandr Scharkowskyj (1936–2022), Mathematiker
- Wadym Archyptschuk (1937–1973), Sprinter
- Leonid Barbijer (1937–2023), Schwimmer
- Andrij Biba (* 1937), Fußballspieler und Fußballtrainer
- Iossif Chriplowitsch (1937–2024), sowjetisch-russischer Theoretischer Physiker
- Boris Gurewitsch (1937–2020), sowjetischer Ringer
- Leonid Kolumbet (1937–1983), Radrennfahrer
- Oleg Lobow (1937–2018), russischer Politiker
- Junna Moriz (* 1937), russische Poetin
- Giacomo Rizzolatti (* 1937), italienischer Neurophysiologe
- Naum Schor (1937–2006), sowjetisch-ukrainischer Mathematiker
- Walentyn Sylwestrow (* 1937), Komponist
- Wadym Wysyng (1937–2017), Mathematiker
- Alexander E. Kaplan (1938–2019), sowjetisch-US-amerikanischer Physiker
- Walentin Mankin (1938–2014), Segelsportler
- Michael Nudelman (1938–2018), israelischer Politiker
- Ihor Petrenko (* 1938), Stabhochspringer
- Wolodymyr Poljatschenko (1938–2012), ukrainischer Politiker, Unternehmer und Honorarkonsul
- Igor Ter-Owanesjan (* 1938), russischer Leichtathlet
- Jossyp Witebskyj (1938–2024), sowjetischer Degenfechter und -trainer
- Leonid Kanewski (* 1939), Schauspieler
- Walentin Lapa (* 1939), ukrainisch-sowjetischer Informatiker und Mathematiker
- Walerij Lobanowskyj (1939–2002), Fußballspieler und -trainer
- Irina Zaritskaya (1939–2001), klassische Pianistin
- Alexander Almetow (1940–1992), russischer Eishockeyspieler
- Hryhorij Kriss (* 1940), sowjetischer Degenfechter
- Leonid Ossyka (1940–2001), Filmregisseur
- Alla Surikowa (* 1940), sowjetische bzw. russische Regisseurin und Drehbuchautorin

#### 1941 bis 1950

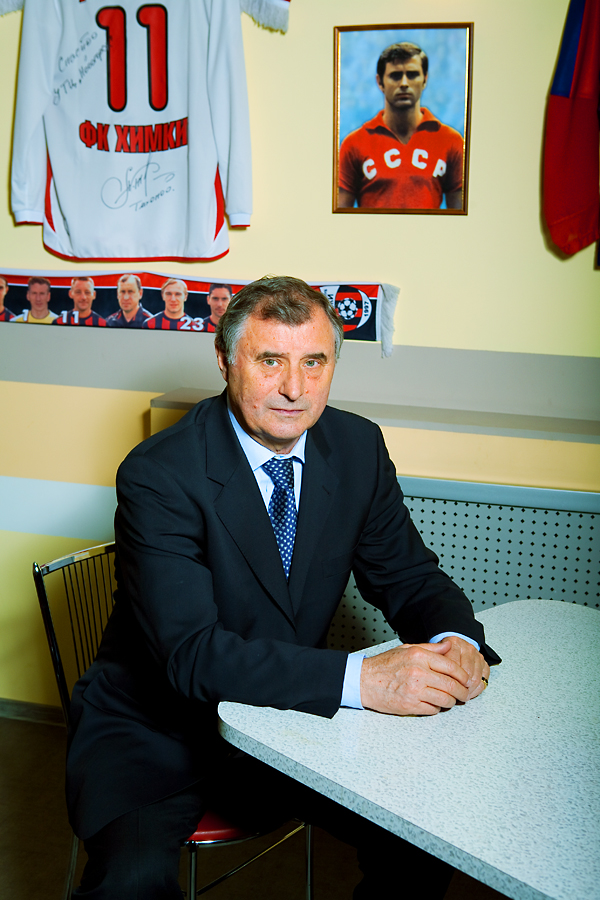
Anatoli Byschowez

- Ihor Pyssanko (1941–2010), Dokumentarfilmer und Kameramann
- Wiktor Kudinski (1943–2005), Hindernisläufer
- Youli Galperin (1945–2019), russischer Pianist und Komponist
- Anatolij Kuschtsch (* 1945), Bildhauer
- Wira Missewytsch (1945–1995), Dressurreiterin
- Arkadij Podolskyj (* 1945), Schachspieler
- Jurij Rybtschynskyj (* 1945), Dichter, Dramatiker, Liedermacher
- Anton Solomoukha (1945–2015), ukrainisch-französischer Künstler
- Jurij Stezenko (* 1945), sowjetischer Kanute
- Anatoli Byschowez (* 1946), Fußballspieler und -trainer
- Semen Hlusman (* 1946), Dissident, Psychiater und Menschenrechtler
- Alexander Kostinskij (* 1946), Dichter, Schriftsteller und Illustrator
- Jevgenij Kulikov (* 1946), Bildhauer, Maler und Kulissenbildner
- Semjon Mogilewitsch (* 1946), Unternehmer
- Sinajida Turtschyna (* 1946), Handballspielerin und -funktionärin
- David Chudnovsky (* 1947), US-amerikanischer Mathematiker
- Mychajlo Holubjew (1947–2005), sowjetisch-US-amerikanischer Herpetologe
- Laryssa Chorolez (1948–2022), Schauspielerin und Politikerin
- Boris Kuschnir (* 1948), russisch-österreichischer Violinist
- Wolodymyr Radtschenko (1948–2023), ukrainischer Nachrichtendienstler und Politiker
- Anatoli Klimanow (1949–2009), sowjetischer Boxer
- Wjatscheslaw Semenow (1947–2022), Fußballspieler

#### 1951 bis 1960

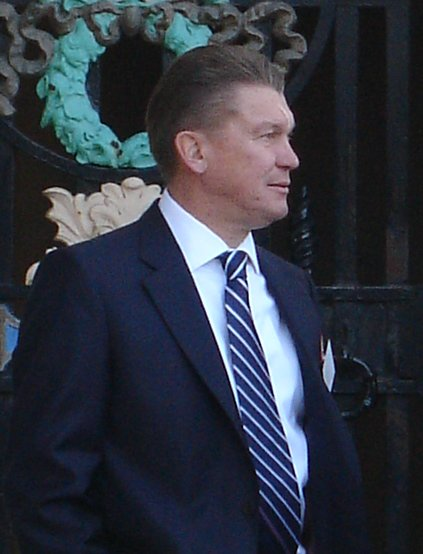
Oleg Blochin

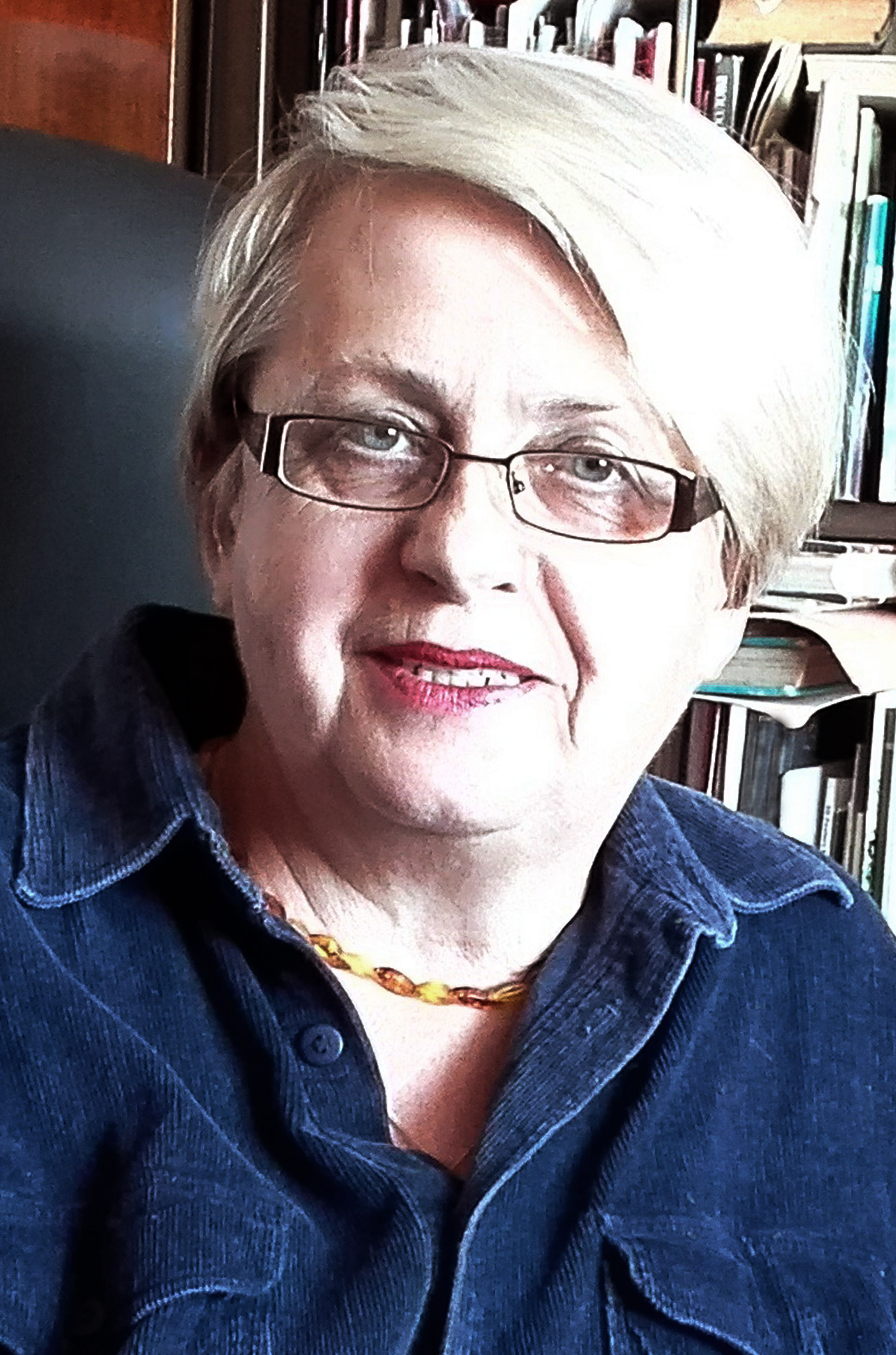
Olena Holub

- Olena Holub (* 1951), Malerin, Autorin und Kunstkritikerin
- Lydyja Semenowa (1951–2025), Schachspielerin
- Natalija Witrenko (* 1951), Politikerin
- Oleh Blochin (* 1952), Fußballspieler und -trainer
- Gregory Chudnovsky (* 1952), US-amerikanischer Mathematiker
- Natalia Gusejewa (* 1952), Drehbuchautorin
- Wiktor Schokin (* 1952), Politiker und Jurist
- Wladyslaw Akymenko (* 1953), Segler
- Kostjantyn Hryschtschenko (* 1953), Politiker
- Leonid Fedun (* 1955), russischer Manager
- Pjotr Fischman (* 1955), Bildhauer und Hochschullehrer
- Oleksandr Koltschynskyj (1955–2002), Ringer
- Lidija Galotschkina (* 1956), Künstlerin
- Igor Gruppman (* 1956), Violinist und Dirigent
- Tetjana Hluschtschenko (* 1956), Handballspielerin
- Wolodymyr Ohrysko (* 1956), Diplomat und Politiker
- Nadija Prischtschepa (* 1956), Ruderin
- Tatjana Bunjak (* 1957), Ruderin
- Sergei Gorlatch (* 1957), Informatiker
- Oleksandr Jakowljew (* 1957), Dreispringer
- Wiktor Kakoschyn (* 1957), Ruderer
- Nikita Petrow (* 1957), russischer Historiker
- Switlana Sahinajtschenko (1957–2015), Festkörperphysikerin
- Oleksandr Denyssenko (* 1958), Schriftsteller, Dramatiker, Filmschauspieler, Drehbuchautor und Filmregisseur
- Serhij Kot (1958–2022), Historiker
- Anatolij Pysarenko (* 1958), Gewichtheber
- Hajane Atajan (* 1959), Malerin
- Alexandra Hildebrandt (* 1959), deutsche Künstlerin und Museumsleiterin
- Jewhenija Kononenko (* 1959), Schriftstellerin und Übersetzerin
- Olena Teroschyna (* 1959), sowjetische Ruderin
- Anatoli Uschomirski (* 1959), Theologe
- Oksana Gaman-Golutwina (* 1960), sowjetische bzw. russische Philosophin, Politologin und Hochschullehrerin
- Heorhij Pohossow (* 1960), Säbelfechter
- Alexander Resnikow (1960–2003), russischer Mathematiker
- Marina Rodnina (* 1960), deutsche Biochemikerin ukrainischer Abstammung
- Oleksandr Tkatschenko (* 1960), Ruderer

#### 1961 bis 1970

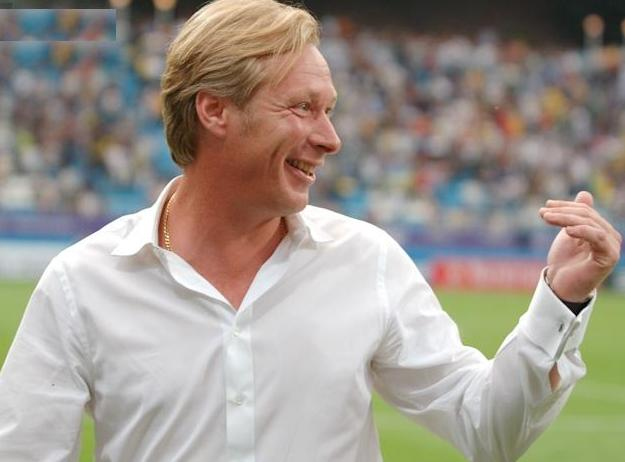
Oleksij Mychajlytschenko

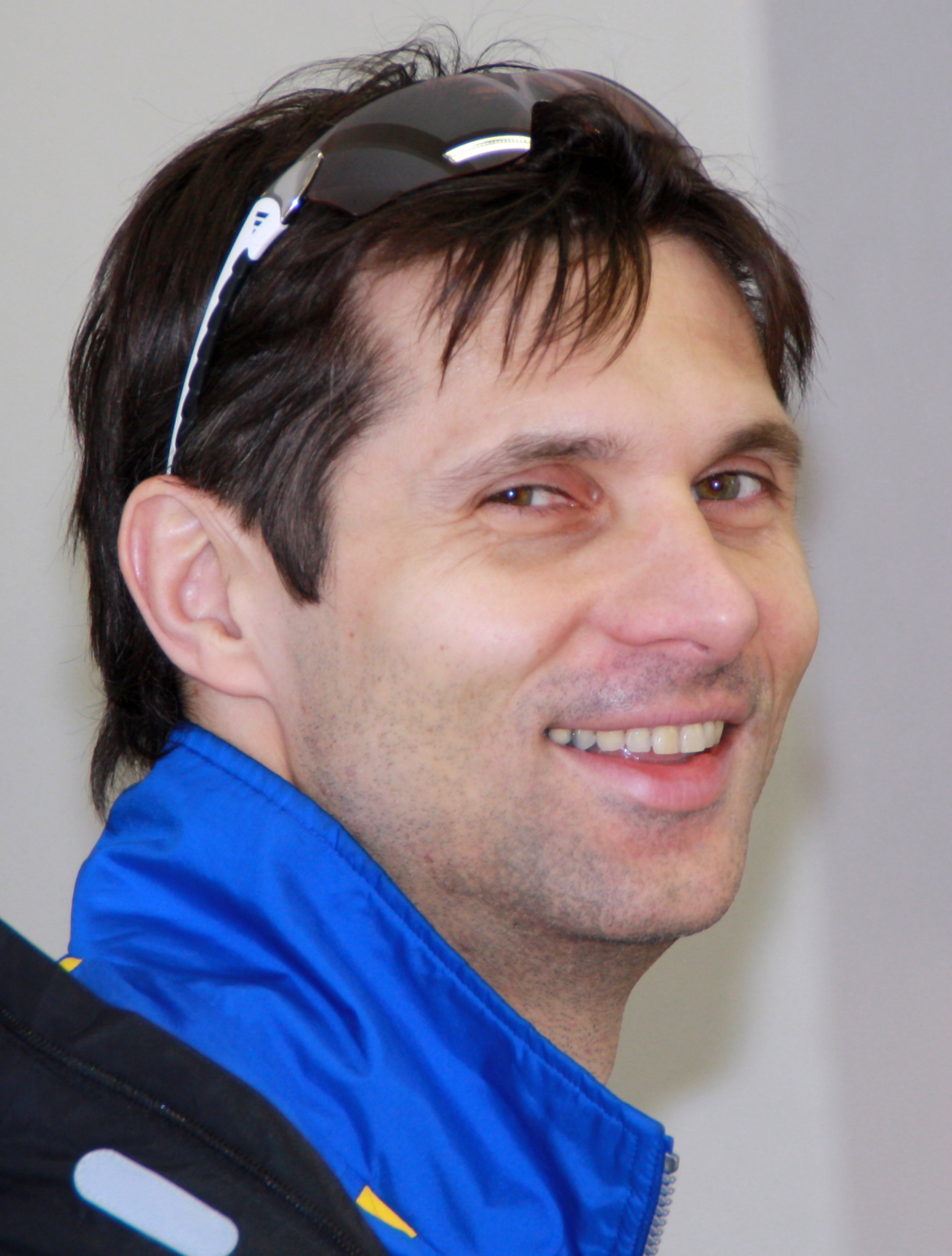
Serhij Holubyzkyj

- Jurij Hohozi (* 1961), Materialwissenschaftler
- Oleksandr Rodnjanskyj (* 1961), Filmschaffender
- Laryssa Bereschna (* 1961), Weitspringerin
- Nikita Dschigurda (* 1961), ukrainischer und russischer Schauspieler, Sänger und Regisseur
- Igor Zubjuk (* 1961), ukrainisch-ungarischer Handballspieler und -trainer
- Wadim Knischnik (1962–1987), russischer theoretischer Physiker
- Yohanan Petrovsky-Shtern (* 1962), ukrainisch-amerikanischer Historiker
- Wiktorija Poljowa (* 1962), Komponistin
- Maryna Poroschenko (* 1962), Politikerin, First Lady
- Andrij Scholdak (* 1962), Theaterregisseur
- Kostjantyn Sihow (* 1962), Philosoph und Verleger
- Mykola Tschupryna (* 1962), Ruderer
- Andrij Kritenko (1963–2019), Theaterregisseur, Schauspieler und Schauspiellehrer
- Dmytro Monakow (1963–2007), Sportschütze
- Oleksij Mychajlytschenko (* 1963), Fußballspieler und -trainer
- Dimitri Naïditch (* 1963), Pianist
- Wladimir Pastuchow (* 1963), Politikwissenschaftler, Rechtswissenschaftler und Rechtsanwalt
- Dmytro Tabatschnyk (* 1963), Politiker
- Oleh Tschuschda (* 1963), Radrennfahrer
- Sergey Kalantay (* 1964), Schauspieler
- Andrij Kalaschnykow (* 1964), Ringer
- Dmytro Kortschynskyj (* 1964), Politiker
- Serhij Krawtschuk (* 1964), Fechter
- Irina Berezina (* 1965), Schachspielerin
- Ihor Kononenko (* 1965), Unternehmer und Politiker
- Ruslana Pysanka (1965–2022), Schauspielerin und Fernsehmoderatorin
- Olha Bohomolez (* 1966), Ärztin und Politikerin
- Julia Kissina (* 1966), russische Künstlerin und Schriftstellerin
- Alexander Kotchetow (1966–2019), Maler
- Victoria Loukianetz (* 1966), Opernsängerin
- Ihor Nahajew (* 1966), Kanute
- Tatjana Owsijenko (* 1966), russische Sängerin
- Taras Schtonda (* 1966), Opernsänger
- Oleksandr Tkatschenko (* 1966), Medienschaffender, Journalist
- Dmytro Gordon (* 1967), Journalist und TV-Moderator
- Wira Hyrytsch (1967–2022), Journalistin und Produzentin, Opfer russische Bombenangriffe
- Aleksandr Kiritschenko (* 1967), Radrennfahrer
- Alexander Kordyuk (* 1967), experimenteller Festkörperphysiker
- Julija Laputina (* 1967), Offizierin und Politikerin
- Wytalyj Makowezkyj (* 1967), Eisschnellläufer
- Oleksij Nikitin (* 1967), Schriftsteller
- Ihor Pintschuk (* 1967), Basketballspieler
- Witalij Portnykow (* 1967), Journalist
- Kyryl Prozenko (* 1967), Künstler
- Olena Sadownytscha (* 1967), Bogenschützin
- Illja Tschytschkan (* 1967), Künstler
- Iryna Kalimbet (* 1968), Ruderin
- Dmytro Komarow (* 1968), Schachspieler
- Switlana Masij (* 1968), Ruderin
- Artur Rudsyzkyj (* 1968), Literaturhistoriker und Kunsthistoriker
- Elena Sedina (* 1968), italienische Schachspielerin
- Tetjana Slipatschuk (* 1968), Juristin und Behördenleiterin
- Oles Busyna (1969–2015), Journalist, Schriftsteller und Moderator
- Dmytro Chrystytsch (* 1969), Eishockeyspieler
- Serhij Holubyzkyj (* 1969), Fechter
- Ilia Korol (* 1969), österreichischer Violinist ukrainischer Herkunft
- Taras Kompanitschenko (* 1969), ukrainischer Folk-Sänger und Musikethnologe
- Serhij Kyslyzja (* 1969), Karrierediplomat
- Lilia Ludan (* 1969), Rennrodlerin
- Iryna Bilyk (* 1970), Sängerin und Komponistin
- Oleksandr Fedenko (* 1970), Radrennfahrer
- Oleksandr Hodynjuk (* 1970), Eishockeyspieler und -trainer
- Oleksandr Klymenko (1970–2000), Kugelstoßer
- Pawlo Rosenko (* 1970), Politiker

#### 1971 bis 1980

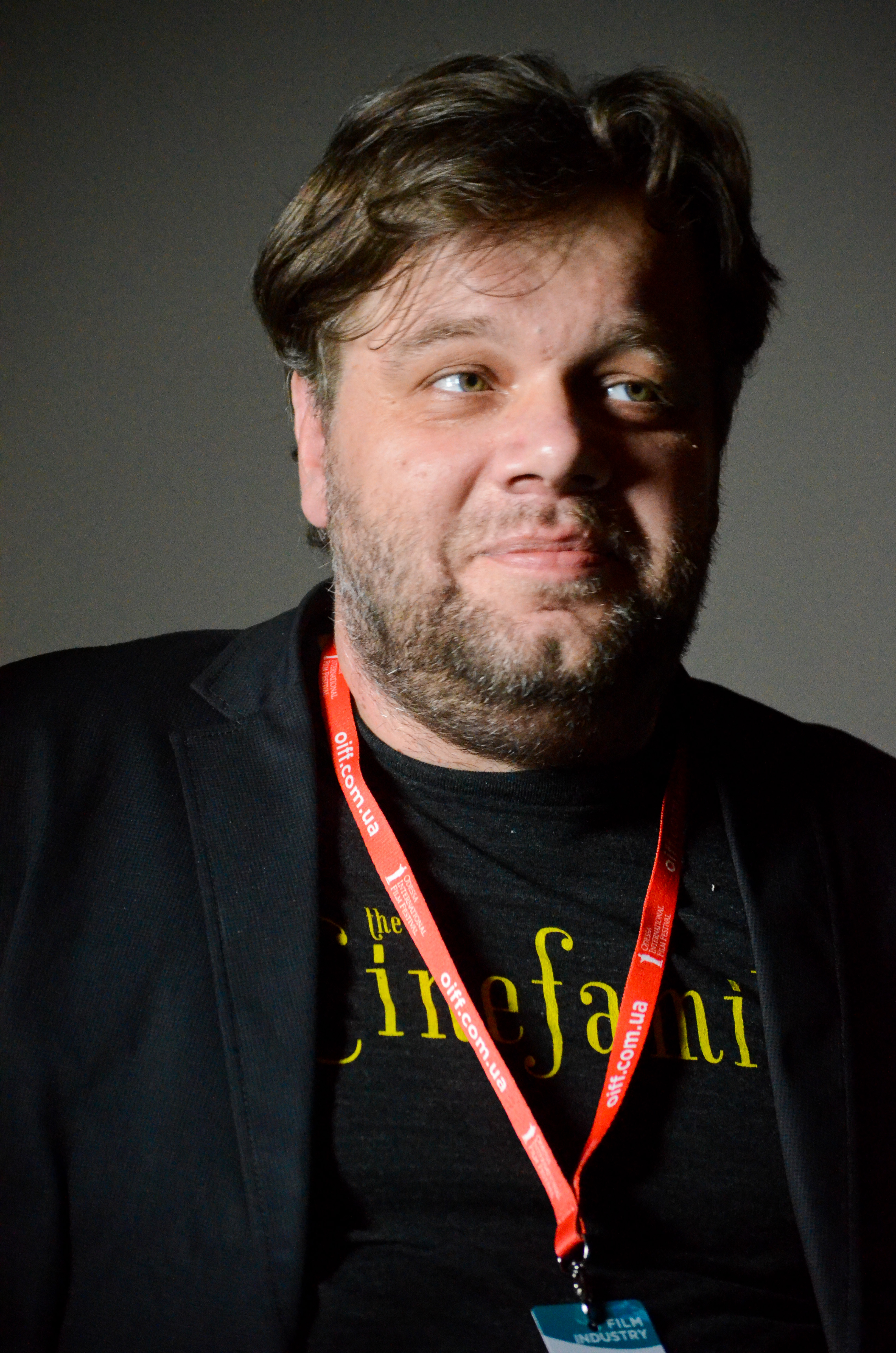
Myroslaw Slaboschpyzkyj

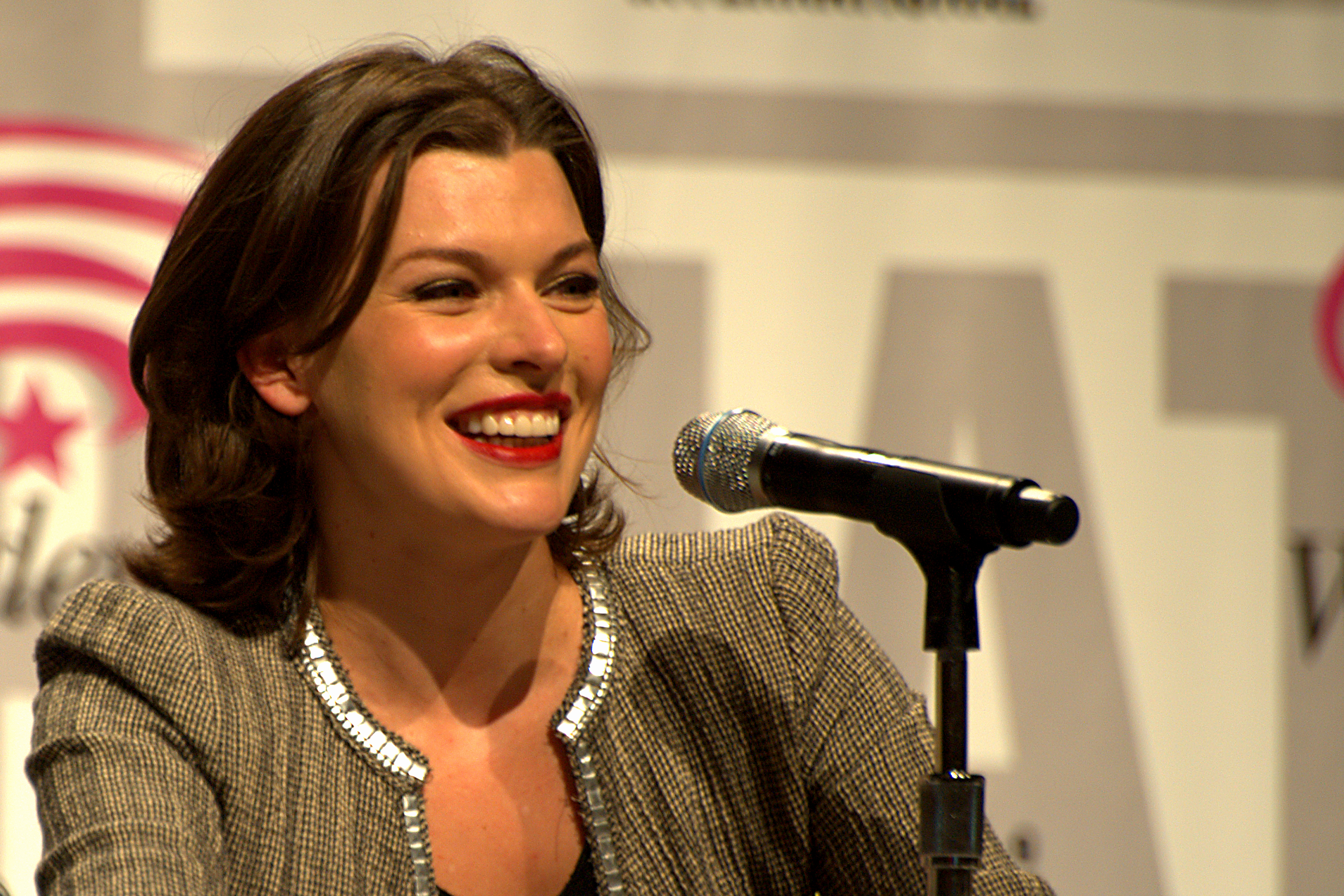
Milla Jovovich

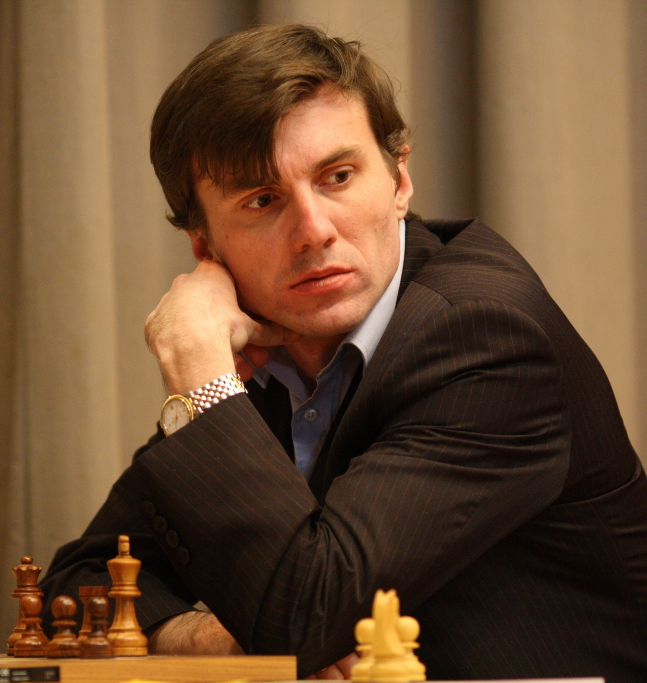
Wadym Malachatko

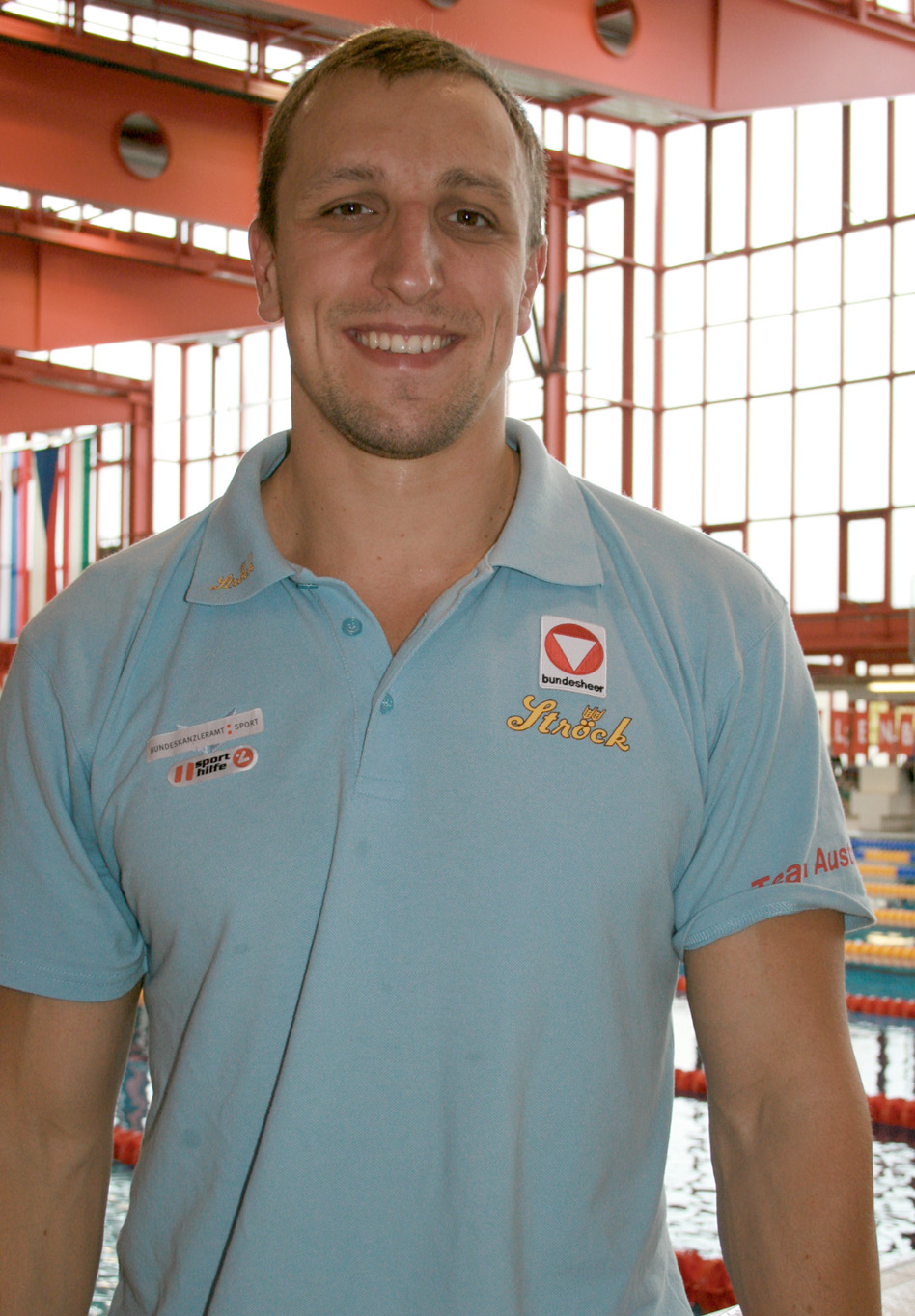
Maxim Podoprigora

##### 1971
- Serhij Bondartschuk (* 1971), sozialer Aktivist, Politiker und Unternehmer
- Olena Hess (* 1971), Schachspielerin
- Wadym Hutzajt (* 1971), Säbelfechter
- Andrij Jermak (* 1971), ukrainischer Jurist, Filmproduzent und Politiker
- Konstantin Matusevich (* 1971), israelischer Hochspringer
- Ljubow Nepop (* 1971), Diplomatin
- Walerij Wdowenko (* 1971), Skispringer und Skisprungtrainer
- Oleh Wolossowskyj (* 1971), Architekt, Designer und Szenograf
- Igor Zhuk (* 1971), Künstler und Restaurator

##### 1972
- Paul L. Gavrilyuk (* 1972), Theologe
- Ilya Gurevich (* 1972), US-amerikanischer Großmeister im Schach
- Natalja Jakuschenko (* 1972), Rennrodlerin
- Wachtanh Kebuladse (* 1972), ukrainischer Philosoph, Publizist, Übersetzer
- Ihor Klymenko (* 1972), Politiker
- Iwanna Klympusch-Zynzadse (* 1972), Politikerin
- Alexander Kuzminski (* 1972), kanadisch-russischer Eishockeyspieler
- Serhij Ljowotschkin (* 1972), ukrainischer Ökonom und Politiker
- Alexei Schitnik (* 1972), Eishockeyspieler

##### 1973
- Dmytro Dmytrenko (* 1973), Eiskunstläufer
- Oleksandr Hladun (* 1973), deutsch-ukrainischer Handballspieler und -funktionär
- Hanna Judkiwska (* 1973), Juristin
- Natascha Koroljowa (* 1973), Schauspielerin, Sängerin und Moderatorin
- Tatjana Lebedewa (* 1973), russische Skirennläuferin
- Valentina Lisitsa (* 1973), Pianistin
- Alexej Meschtschanow (* 1973), bildender Künstler und Bildhauer
- Wladimir Selesnjow (* 1973), russischer Theater- und Filmschauspieler
- Tetjana Semykina (* 1973), Kanutin
- Konstantin Timokhine (* 1973), Schweizer Hornist
- Tetjana Wodopjanowa (* 1973), Biathletin
- Victoria Zdrok (* 1973), Pornodarstellerin, Model und Autorin

##### 1974
- Andrij Medwedjew (* 1974), Tennisspieler
- Bohdan Sawenko (* 1974), Eishockeyspieler
- Wadym Schachrajtschuk (* 1974), Eishockeyspieler
- Witalij Sementschenko (* 1974), Eishockeyspieler
- Myroslaw Slaboschpyzkyj (* 1974), Filmregisseur
- Kostjantyn Symtschuk (* 1974), Eishockeytorhüter
- Wiktorija Woizizka (* 1974), Politikerin

##### 1975
- Taras Konoschtschenko (* vor 1975), Opernsänger
- Oleksij Arestowytsch (* 1975), Geheimdienstoffizier, Oberstleutnant, Blogger, Schauspieler, politischer und militärischer Kolumnist
- Kyrill Dmitrijew (* 1975), Leiter des Russian Direct Investment Fund
- Serhij Fedorow (* 1975), Fußballspieler
- Alexander Gorodnik (* 1975), Mathematiker
- Milla Jovovich (* 1975), Fotomodell, Schauspielerin, Musikerin, Songwriterin und Designerin
- Serhij Klymentjew (* 1975), Eishockeyspieler
- Oleh Kossjak (* 1975), Turner
- Max Levchin (* 1975), IT-Spezialist
- Oleksij Makejew (* 1975), Diplomat
- Alisa Margolis (* 1975), Malerin
- Dmytro Markowskyj (* 1975), Eishockeyspieler
- Oleksandr Matwijtschuk (* 1975), Eishockeyspieler
- Tymofij Mylowanow (* 1975), Minister für wirtschaftliche Entwicklung, Handel und Landwirtschaft
- Olena Schablij (* 1975), Sprach- und Übersetzungswissenschaftlerin
- Miroslav Schwarz (* 1975), deutscher Schachspieler und -trainer
- Oleksandr Schowkowskyj (* 1975), Fußballtorhüter
- Andrij Srjubko (* 1975), Eishockeyspieler
- Jelisaweta Tischtschenko (* 1975), russische Volleyballspielerin
- Alexander Vindman (* 1975), US-amerikanische Militärperson
- Wladyslaw Waschtschuk (* 1975), Fußballspieler
- Natalija Woroschbyt (* 1975), Dramaturgin und Drehbuchautorin

##### 1976
- Marina Belobrovaja (* 1976), israelische Künstlerin und Regisseurin
- Serhij Chartschenko (* 1976), Eishockeyspieler
- Kirill Karabits (* 1976), Dirigent
- Ihor Karpenko (* 1976), Eishockeytorhüter
- Natalija Konrad (* 1976), Degenfechterin
- Jan Koum (* 1976), ukrainisch-US-amerikanischer Unternehmer
- Olena Krassowska (* 1976), 100-Meter-Hürdenläuferin
- Taras Kutowyj (1976–2019), Politiker
- Olena Ljaschenko (* 1976), Eiskunstläuferin
- Lada Nesterenko (* 1976), Skilangläuferin
- Andrij Sahorodnjuk (* 1976), Unternehmer und Verteidigungsminister
- Natalija Tereschtschenko (* 1976), Biathletin

##### 1977
- Hennadij Bilodid (* 1977), Ringer, Judoka und Samboist
- Konstantin Dubrovin (* 1977), deutscher Schwimmer
- Mykola Hnatowskyi (* 1977), Jurist
- Wolodymyr Hustow (* 1977), Radrennfahrer
- Walerij Kobsarenko (* 1977), Radrennfahrer
- Dmytro Kowalenko (* 1977), Fußballspieler
- Wadym Malachatko (1977–2023), Schachspieler
- Walentyn Sljusar (* 1977), Fußballspieler

##### 1978
- Wolodymyr Baklan (* 1978), Schachspieler
- Marjana Beza (* 1978), Diplomatin
- Natalija Halibarenko (* 1978), Diplomatin
- Marija Ionowa (* 1978), Politikerin
- Dmytro Lasutkin (* 1978), Dichter, Sportreporter und Talkshow-Moderator
- Julija Lawrentschuk (* 1978), Eiskunstläuferin
- Maxim Podoprigora (* 1978), österreichischer Schwimmer
- Borys Prozenko (* 1978), Eishockeyspieler
- Andrij Pywowarskyj (* 1978), Politiker, Infrastrukturminister
- Anatolij Scharij (* 1978), Journalist und Webvideoproduzent
- Serhij Warlamow (* 1978), Eishockeyspieler
- Viktoriya Yermolyeva (* 1978), Pianistin

##### 1979
- Oleh Blahoj (* 1979), Eishockeyspieler
- Gaitana (* 1979), Sängerin
- Ruslan Fedotenko (* 1979), Eishockeyspieler
- Serhij Hretschyn (* 1979), Radrennfahrer
- Hanna Kalinina (* 1979), Seglerin
- Kostjantyn Kasjantschuk (* 1979), Eishockeyspieler
- Marat Kogut (* 1979), US-amerikanischer Basketballschiedsrichter ukrainischer Abstammung
- Halyna Oschejko (* 1979), Beachvolleyballspielerin
- Maksym Rudenko (* 1979), Radrennfahrer
- Kostjantyn Rybaltschenko (* 1979), Squashspieler
- Hanna Saporoschanowa (* 1979), Tennisspielerin
- Masha Shubina (* 1979), Künstlerin
- Wjatscheslaw Swiderskyj (* 1979), Fußballspieler

##### 1980
- Taras Bidenko (* 1980), Schwergewichtsboxer
- Taras Danko (* 1980), Ringer
- Wita Jakymtschuk (* 1980), Skilangläuferin
- Wolodymyr Jermolenko (* 1980), Philosoph und Essayist
- Serhij Leschtschenko (* 1980), Journalist und Politiker
- Witalij Ljutkewytsch (* 1980), Eishockeyspieler
- Wolodymyr Lukaschenko (* 1980), Säbelfechter
- Juliette Marquis (* 1980), US-amerikanische Schauspielerin
- Olexij Ponikarowskyj (* 1980), Eishockeyspieler
- Mykola Sawolajnen (* 1980), Dreispringer
- Olha Sowhyrja (* 1980), Juristin und Richterin am Verfassungsgericht der Ukraine
- Kyrylo Tkatschenko (* 1980), Philosoph, Historiker und Politologe
- Wladyslaw Tretjak (* 1980), Säbelfechter

#### 1981 bis 1990

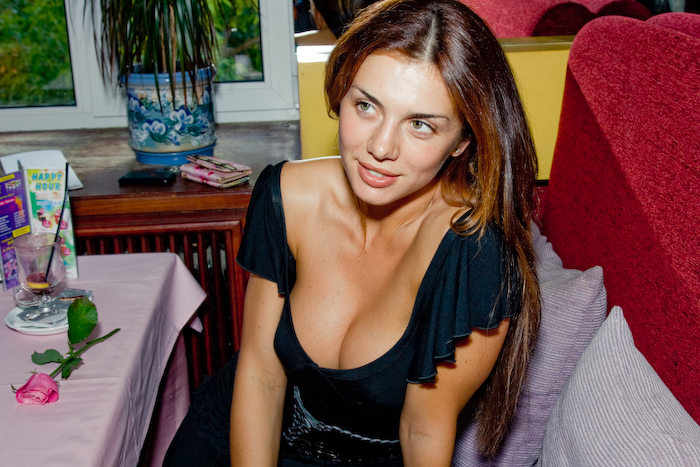
Hanna Sjedokowa

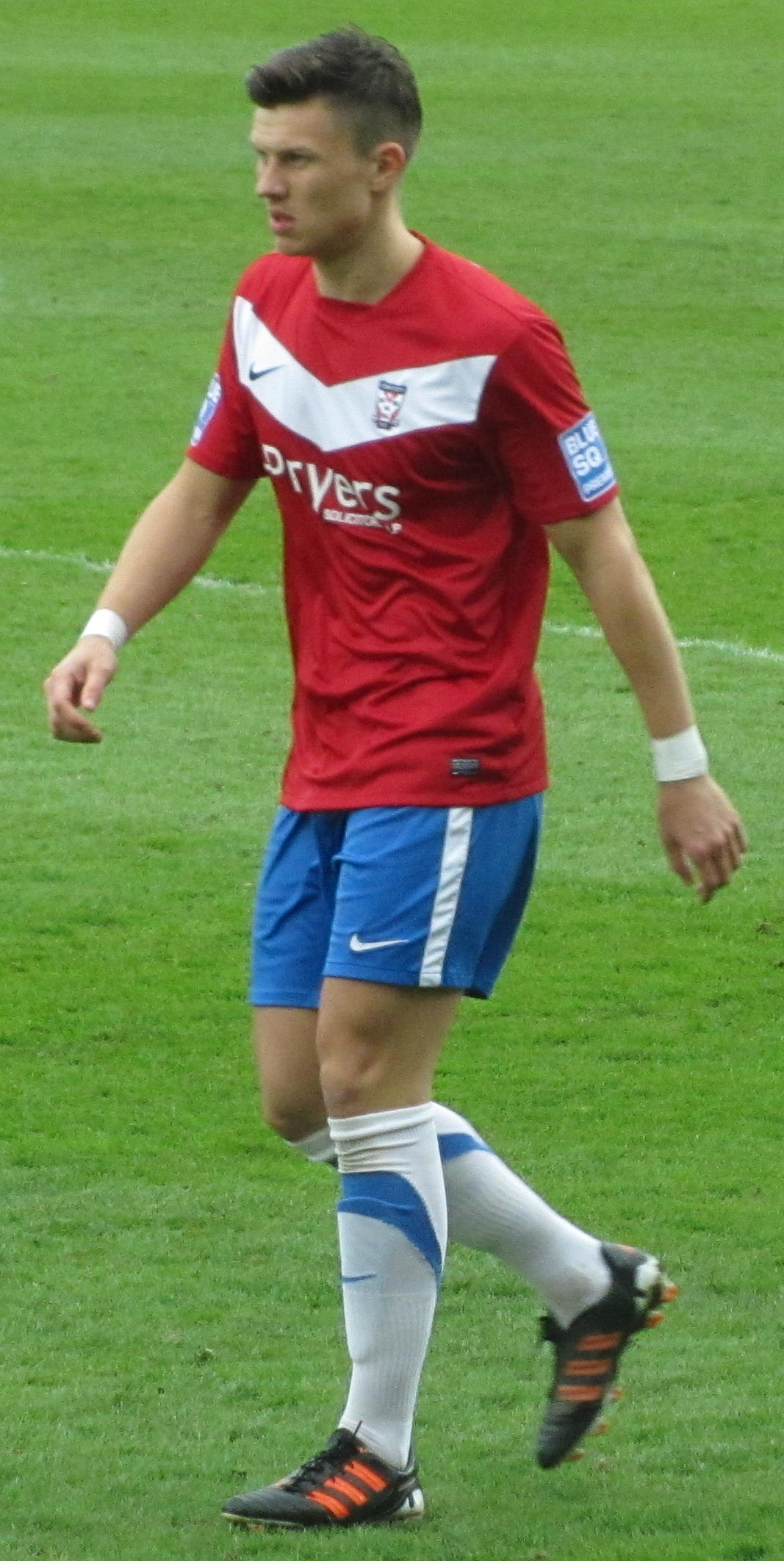
Eugen Bopp

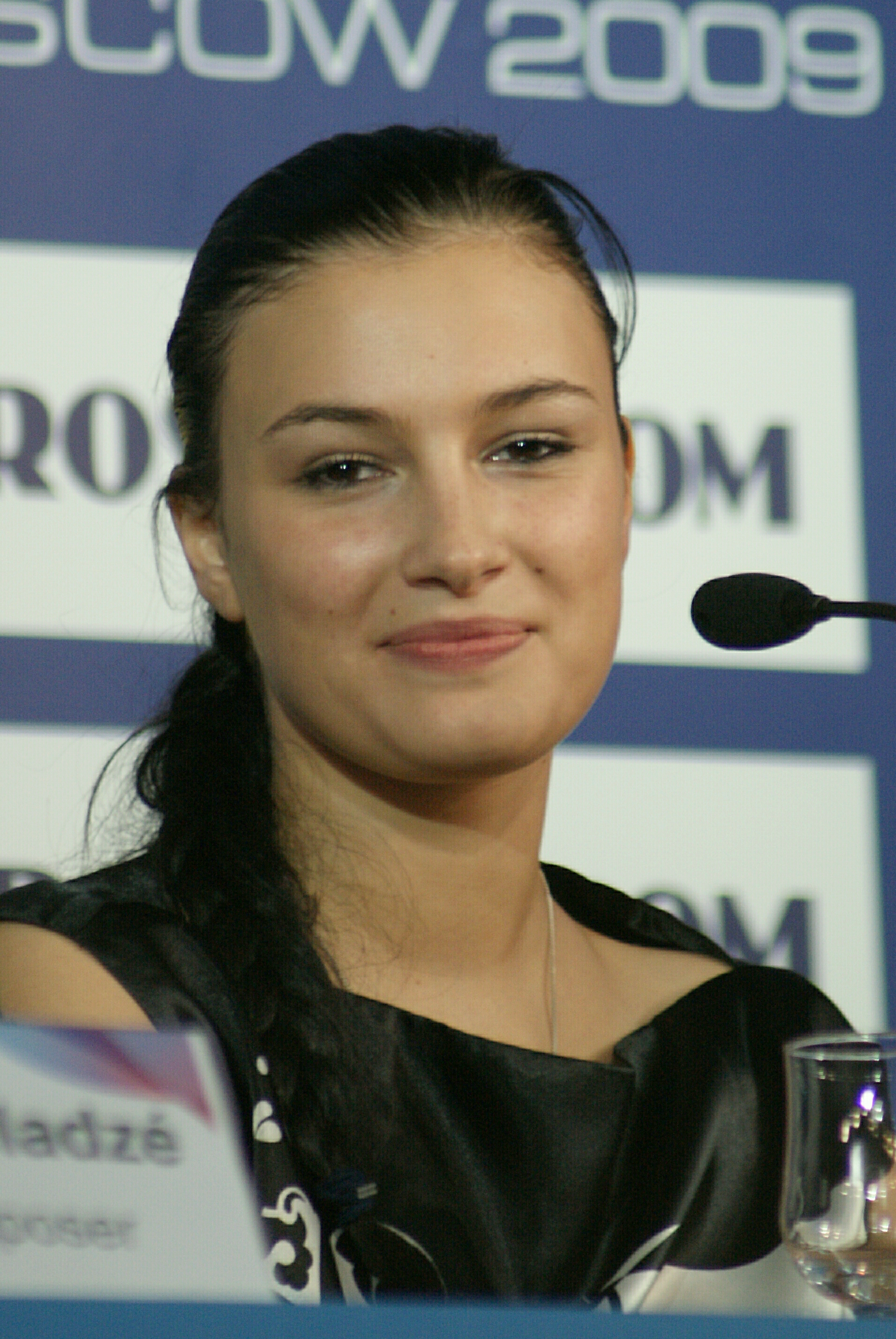
Anastasija Prychodko

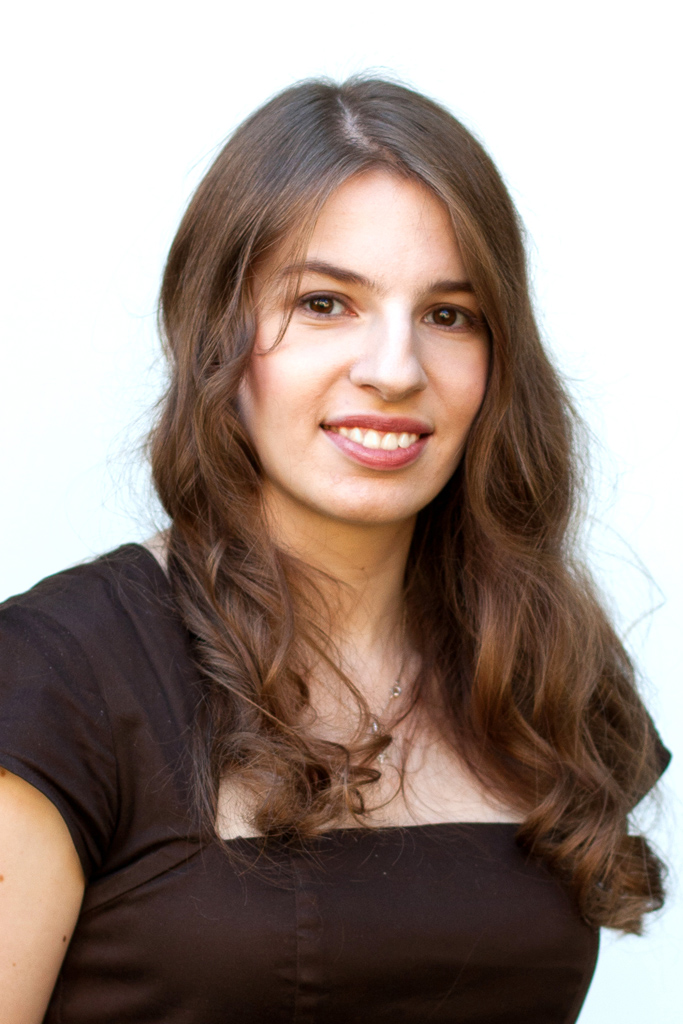
Marina Weisband

##### 1981
- Jewhen Buket (* 1981), Ethnograph, Journalist
- Maryna Er Horbatsch (* 1981), Filmregisseurin und Drehbuchautorin
- Serhij Hryn (* 1981), Ruderer
- Jewhen Jemeljanenko (* 1981), Eishockeyspieler
- Eugene Katschalow (* 1981), Pokerspieler
- Walentina Liaschenko (* 1981), georgische Hochspringerin
- Serhij Machno (* 1981), Architekt, Designer und Künstler
- Oleksandr Materuchin (* 1981), Eishockeyspieler
- Oleksandr Pobjedonoszew (* 1981), Eishockeyspieler
- Viktor Rud (* 1981), Opernsänger
- Oleh Schafarenko (* 1981), Eishockeyspieler
- Vita Smachelyuk (* 1981), Schauspielerin

##### 1982
- Wiktor Chrjapa (* 1982), russischer Basketballspieler
- Janina Elkin (* 1982), deutsch-ukrainische Schauspielerin
- Andrej Jussow (* 1982), Pianist und Musikhochschuldozent
- Kateryna Kuchar (* 1982), Ballerina
- Natalija Mazak (* 1982), Primaballerina
- Oleksandr Kutscher (* 1982), Fußballspieler
- Switlana Loboda (* 1982), Sängerin
- Wiktor Onysko (1982–2022), Filmeditor, Opfer des russisch-ukrainischen Krieges
- Jegor Schastin (* 1982), russischer Eishockeyspieler
- Hanna Sjedokowa (* 1982), Sängerin
- Luba Shumeyko (* 1982), Modeschöpferin, Fotografin sowie Foto- und Aktmodell
- Iryna Zilyk (* 1982), Schriftstellerin und Regisseurin
- Oksana Kryger (* 1982), Schachspielerin

##### 1983
- Elena Baltacha (1983–2014), Tennisspielerin
- Artem Bondarew (* 1983), Eishockeyspieler
- Eugen Bopp (* 1983), Fußballspieler
- Anton Butotschnow (* 1983), Eishockeyspieler
- Ireesha (* 1983), Sängerin, Schauspielerin, Tänzerin und Moderatorin
- Oleksandr Karaulschtschuk (* 1983), Eishockeyspieler
- Oleksandr Nerusch (* 1983), Basketballspieler
- Wiktorija Ptaschnyk (* 1983), Politikerin
- Natalija Yefimkina (* 1983), Filmregisseurin

##### 1984
- Alessandra Alores (* 1984), deutsches Fotomodell und Schönheitskönigin
- Anton Babtschuk (* 1984), Eishockeyspieler
- Hanna Bessonowa (* 1984), Einzelgymnastin
- Kyrylo Katrytsch (* 1984), Eishockeyspieler
- Tetjana Luschanska (* 1984), Tennisspielerin
- Hanna Onyschtschenko (* 1984), Juristin und Politikerin
- Oleksij Orschel (* 1984), Minister der Ukraine für Energie und Umwelt
- Wiktor Postol (* 1984), Boxer
- Nikolai Scherdew (* 1984), Eishockeyspieler
- Serhij Tschernenko (* 1984), Eishockeyspieler
- Artyom Vaszjunyin (* 1984), Eishockeyspieler

##### 1985
- Oleksandr Jazenko (* 1985), Fußballspieler
- Marija Korytzewa (* 1985), Tennisspielerin
- Oleksij Poroschenko (* 1985), Politiker
- Jewhen Pryschtschepa (* 1985), Tischtennisspieler

##### 1986
- Kyrylo Budanow (* 1986), Offizier im Range eines Generalmajors und Direktor des Militärnachrichtendienstes der Ukraine
- Wadym Cholodenko (* 1986), Pianist
- Dmitrij Kapitelman (* 1986), deutschsprachiger Schriftsteller, Journalist und Musiker
- Wladyslaw Kryklij (* 1986), Minister für Infrastruktur
- Masha Dashkina Maddux (* 1986), Tänzerin und Tanzpädagogin
- Timur Miroschnytschenko (* 1986), Fernsehmoderator
- Kira Radinsky (* 1986), israelische Informatikerin und Unternehmerin
- Serhij Stachowskyj (* 1986), Tennisspieler
- Dawyd Tschytschkan (1986–2025), Künstler, Anarchist und politischer Aktivist
- Pawlo Tymoschtschenko (* 1986), Pentathlet
- Alec Utgoff (* 1986), britischer Schauspieler ukrainischer Herkunft

##### 1987
- Walerij Andrijzew (* 1987), Ringer
- Witali Anikejenko (1987–2011), russischer Eishockeyspieler
- Serhij Babynez (* 1987), Eishockeyspieler
- Alina Grabovsky (* 1987), deutsche Bildende Künstlerin ukrainisch-jüdischer Herkunft
- Alex Kuznetsov (* 1987), US-amerikanischer Tennisspieler
- Liliana Matthäus (* 1987), ukrainisch-deutsches Model
- Anastassija Prychodko (* 1987), Sängerin
- Natalija Sedlezka (* 1987), investigative Journalistin und Redakteurin
- Lessja Wassylenko (* 1987), Politikerin und Juristin
- Marina Weisband (* 1987), deutsche Politikerin (Piratenpartei Deutschland)

##### 1988
- Julia Alekseyeva (* 1988), US-amerikanische Autorin und Zeichnerin
- Marija Bowa (* 1988), Boxerin
- Danylo Besuhlow (* 1988), Billardspieler
- Oleksij Bytschenko (* 1988), israelischer Eiskunstläufer
- Oleksandr Dolhopolow (* 1988), Tennisspieler
- Kateryna Dolschykowa (* 1988), Schachspielerin
- Galia Dvorak (* 1988), spanische Tischtennisspielerin
- Alexej Gorlatch (* 1988), Pianist und Hochschullehrer
- Evgeni Krasnopolski (* 1988), israelischer Eiskunstläufer
- Bohdan Lohwynenko (* 1988), ukrainischer Schriftsteller, Journalist, Fernsehmoderator, Literaturkritiker, Redakteur
- Nadja Månsson (* 1988), deutsche Handballspielerin
- Olexesh (* 1988), deutscher Rapper ukrainischer Abstammung
- Dmytro Owtscharow (* 1988), deutscher Tischtennisspieler
- Artem Smyrnow (* 1988), Tennisspieler

##### 1989
- Jana Azizi (* 1989), deutsche Fernsehmoderatorin
- Artem Butenin (* 1989), Fußballspieler
- Iwan Dowhodko (* 1989), Ruderer
- Sergei Gaidutschenko (* 1989), Eishockeytorhüter
- Andriej Kapaś (* 1989), polnischer Tennisspieler
- Oleksij Kowaltschuk (* 1989), Pokerspieler
- Denys Podwornyj (* 1989), Squashspieler
- Roman Sosulja (* 1989), Fußballspieler

##### 1990
- Rodion Bakum (* 1990), deutscher Politiker (SPD)
- Julija Dschyma (* 1990), Biathletin
- Anna Fedorova (* 1990), Pianistin
- Anastasia Grymalska (* 1990), italienische Tennisspielerin
- Jelysaweta Jasko (* 1990), Politikerin und Produzentin
- Heorhyj Kitscha (* 1990), Eishockeyspieler
- Julija Sanina (* 1990), Sängerin

#### 1991 bis 2000

##### 1991
- Schan Belenjuk (* 1991), Ringer
- Natalija Dowhodko (* 1991), Ruderin
- Vitalii Kyianytsia (* 1991), Pianist
- Anissa Khelfaoui (* 1991), algerische Fechterin
- Maryna Lytowchenko (* 1991), Para-Tischtennisspielerin
- Jewhenij Makarenko (* 1991), Fußballspieler
- Petro Pachnjuk (* 1991), Turner
- Marharyta Pessozka (* 1991), Tischtennisspielerin
- Marko Toptschij (* 1991), klassischer Gitarrist
- Sofija Wlassowa (* 1991), Shorttrackerin

##### 1992
- Pylyp Budkiwskyj (* 1992), Fußballspieler
- Hanna Hnedkowa (* 1992), Übersetzerin, Schriftstellerin, Literaturkritikerin und Journalistin
- Denis Kudla (* 1992), Tennisspieler
- Dariia Kuzmych (* 1992), Künstlerin
- Diana Lunina (* 1992), Beachvolleyballspielerin

##### 1993
- Alekseev (* 1993), Sänger
- Jewhen Barabanow (* 1993), Boxer
- Tania Fox (* 1993), ukrainisch-US-amerikanische Theater- und Filmschauspielerin
- Jelysaweta Jantschuk (* 1993), Tennisspielerin
- Wladyslaw Manafow (* 1993), Tennisspieler
- Serhij Mjakuschko (* 1993), Fußballspieler
- Pawlo Yachnyk (* 1993), Eishockeytorwart

##### 1994
- Oleksandr Andrijewskyj (* 1994), Fußballspieler
- Fylyp Panhelow-Juldaschew (* 1994), Eishockeyspieler
- Danylo Kalenitschenko (* 1994), Tennisspieler
- Hanna Posnichirenko (* 1994), Tennisspielerin
- Daryna Sewina (* 1994), Schwimmerin
- Dmytro Tschernyschenko (* 1994), Eishockeyspieler

##### 1995
- Jaryna Tschornohus (* 1995), Dichterin, Militärsanitäterin und Marinesoldatin
- Iryna Heraschtschenko (* 1995), Leichtathletin
- Serhij Kusmik (* 1995), Eishockeyspieler
- Julija Mykytenko, Offizierin und Aktivistin
- Kateryna Polowyntschuk (* 1995), Poolbillardspielerin
- Karolina Sewastjanowa (* 1995), russische Turnerin und Olympiasiegerin

##### 1996
- Julija Bakastowa (* 1996), Säbelfechterin
- Illja Mychaltschyk (* 1996), Motorradrennfahrer
- Marianna Sakarljuk (* 1996), Tennisspielerin
- Jewhen Tymtschenko (* 1996), Eishockeyspieler

##### 1997
- Jewhen Fadjejew (* 1997), Eishockeyspieler
- Nikita Kuzmin (* 1997), Tänzer
- Tayisiya Morderger (* 1997), deutsche Tennisspielerin
- Yana Morderger (* 1997), deutsche Tennisspielerin
- Roman Ratuschnyj (1997–2022), politischer Aktivist und Soldat
- Ivanna Sakhno (* 1997), ukrainisch-amerikanische Schauspielerin
- Kyrylo Schownir (* 1997), Eishockeyspieler
- Oleksij Worona (* 1997), Eishockeyspieler

##### 1998
- Andrij Denyskin (* 1998), Eishockeyspieler
- Olha Fridman (* 1998), Tennisspielerin
- Andreas Levenko (* 1998), österreichischer Tischtennisspieler
- Wadym Masur (* 1998), Eishockeyspieler
- Julija Osmak (* 1998), Schachspielerin
- Illja Subkow (* 1998), Fußballspieler

##### 1999
- Milena Awetisjan (* 1999), armenische Tennisspielerin
- Wladyslaw Heraskewytsch (* 1999), Skeletonfahrer
- Nasar Ruschnikow (* 1999), Eishockeyspieler

##### 2000
- Darja Bilodid (* 2000), Judoka
- Alina Buschma (* 2000), Squashspielerin
- Albina Korsch (* 2000), Schauspielerin
- Oleksij Krutych (* 2000), Tennisspieler
- Oleksandr Syrota (* 2000), Fußballspieler
- Nadija Ussenko (* 2000), Squashspielerin

### 21. Jahrhundert

#### 2001 bis 2010
- Oleksandra Olijnykowa (* 2001), kroatische Tennisspielerin
- Oleksandr Owtscharenko (* 2001), Tennisspieler
- Jaroslaw Pantschenko (* 2001), Eishockeyspieler
- Iwan Schmuratko (* 2001), Eiskunstläufer
- Anna Trintscher (* 2001), Sängerin
- Diana Warinska (* 2001), Geräteturnerin
- Denys Borodaj (* 2002), Eishockeyspieler
- Dmytro Kubrytskyj (* 2002), Eishockeytorwart
- Eva Lys (* 2002), deutsche Tennisspielerin
- Marta Kostjuk (* 2002), Tennisspielerin
- Kirill Shevchenko (* 2002), Schachspieler
- Darija Snihur (* 2002), Tennisspielerin
- Mychajlo Symtschuk (* 2002), Eishockeyspieler
- Andrij Kokura (* 2003), Eiskunstläufer und Filmemacher
- Wiktorija Onoprijenko (* 2003), Rhythmische Sportgymnastin
- Anastassija Lopata (* 2004), Tennisspielerin
- Anastassija Soboljewa (* 2004), Tennisspielerin
- Kyrylo Tschernjakow (* 2005), Schauspieler
- Dmytro Bohdanow (* 2007), Fußballspieler

## Persönlichkeiten mit Bezug zu Kiew
- Ehrenbürger Kiews
- Rektoren der Universität Kiew
- Weitere Biografien von Persönlichkeiten mit deutlichem Bezug zu Kiew werden in der Kategorie Person (Kiew) gesammelt.